# Dioniso

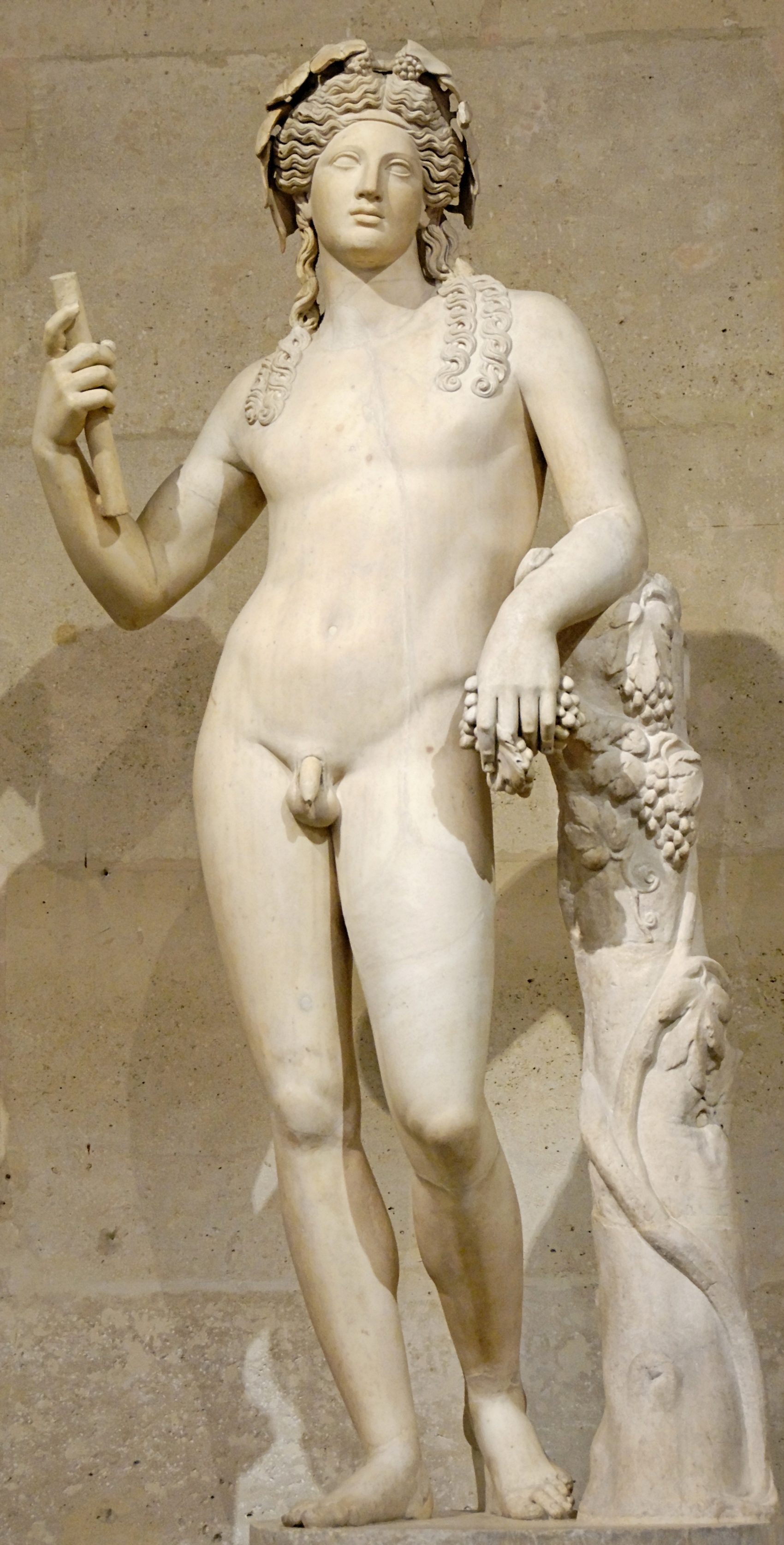
Dioniso, escultura en mármol,, Museo del Louvre

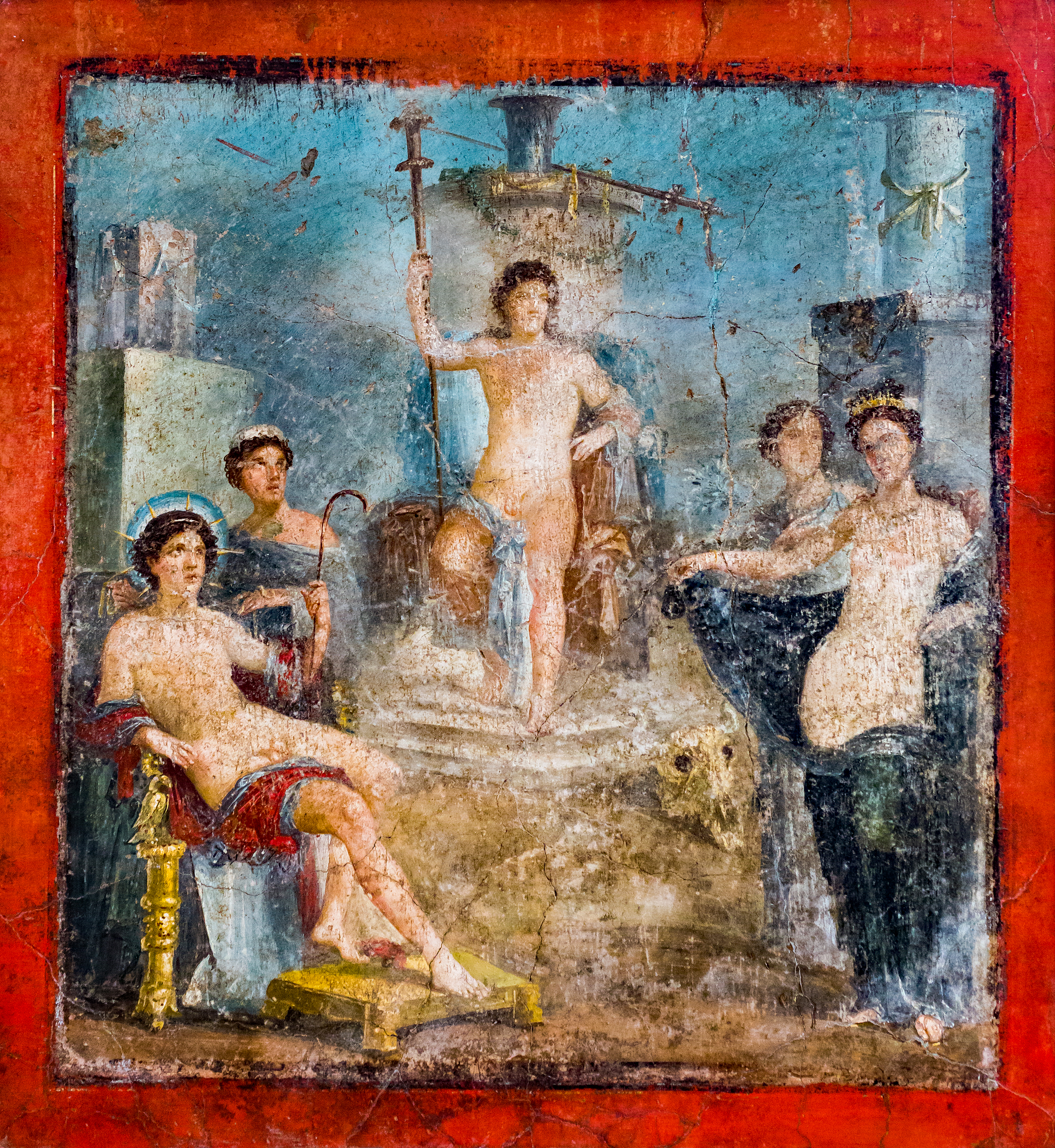
Dioniso (sentado en un trono) con Helios, Afrodita y otros dioses. Fresco antiguo de Pompeya.

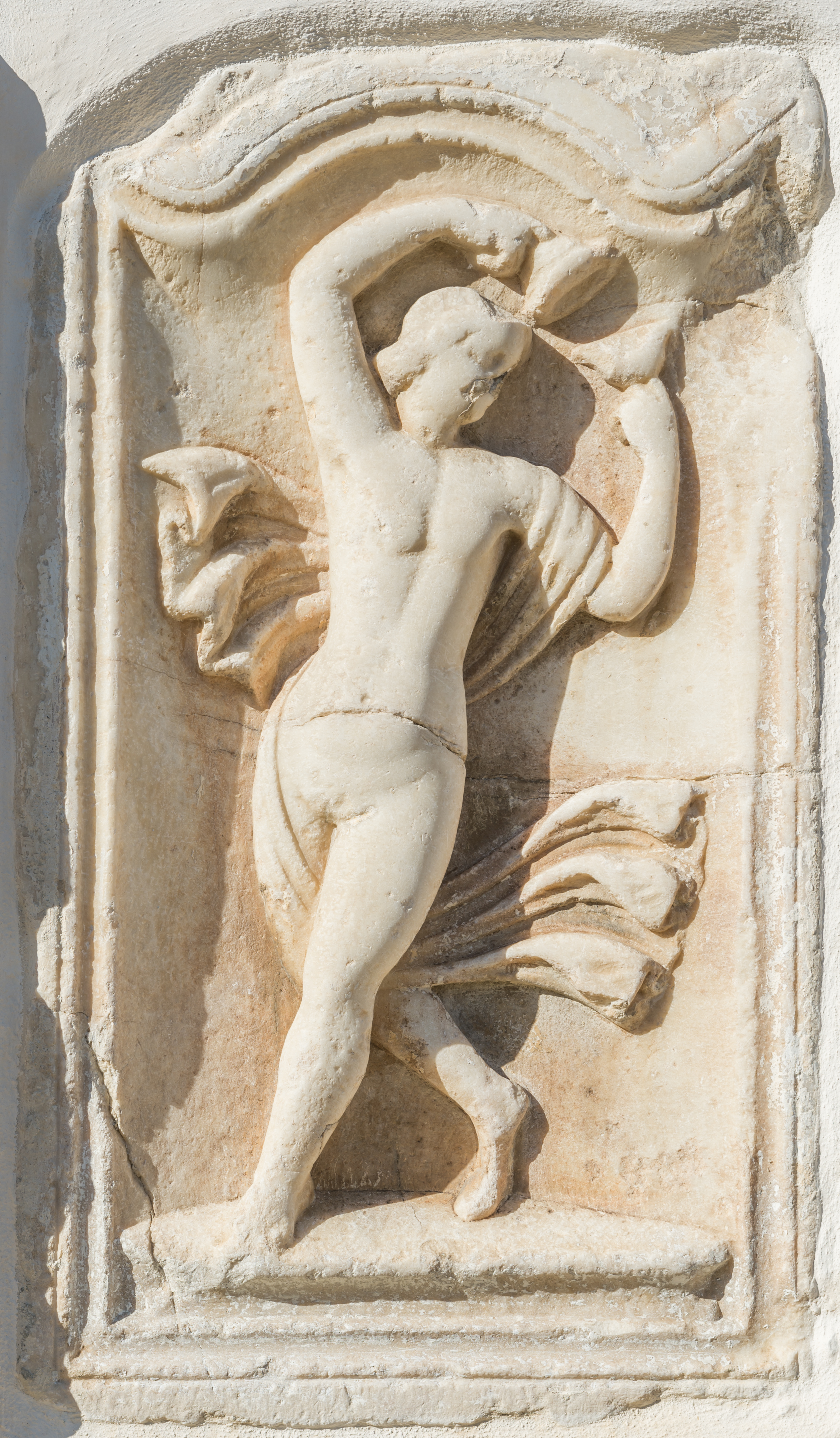
Las ménades, compañeras de Dioniso

En la mitología griega, Dioniso (en griego clásico y moderno: Διόνυσος [Diónysos], también conocido entre griegos y romanos como Baco (Βάκχος [Bácchos]; en latín Dyonisus / Bacchus, Baco), es uno de los dioses olímpicos. Era el dios de la fertilidad y el vino y, en la versión más común, es considerado hijo de Zeus y Sémele. Dioniso era inspirador de la locura ritual y el éxtasis, y se convirtió gradualmente en un personaje importante de la mitología griega. Aunque los orígenes geográficos de su culto son desconocidos, casi todas las tragedias lo presentan como «extranjero». Se le representaba como un joven afeminado de pelo largo y disoluto o bien un dios anciano barbudo, a menudo con síntomas de ebriedad. Entre sus atributos usuales figuran el tirso (un bastón coronado con una piña), una copa y una corona de hiedra. 
También es el dios patrón de la agricultura y el teatro, así como es conocido como el ‘Libertador’ (Eleuterio), liberando a uno de su ser normal, mediante la locura, el éxtasis o el vino. La misión divina de Dioniso era mezclar la música del aulós y dar final al cuidado y la preocupación. Como divinidad vinícola se le vinculaba con Deméter (el pan) como alimento básico, invocado también por sus propiedades farmacológicas y anímicas («medicina contra las penas») y estimulador de la palabra, la sociabilidad y la franqueza. Los investigadores han discutido la relación de Dioniso con el «culto de las almas» y su capacidad para presidir la comunicación entre los vivos y los muertos.
Dioniso posteriormente fue conocido Baco, el frenesí que inducía era la bakcheia, sus sacerdotisas las bacantes y dio en español la voz «bacanal». Los poetas romanos lo denominaban como Líber o Padre Líber. Con el paso del tiempo Dioniso fue adoptando diferentes facetas de dioses y aspectos extranjeros o mistéricos, con influcencia tracia, frigia, egipcia u órfica. Entre estas advocaciones se encuentran Sabacio, Zagreo o Yaco; ora epítetos de Dioniso, ora dioses independientes.
No debe confundirse Dioniso con Dionisio; Dioniso es el teónimo del dios del vino, en tanto que Dionisio es un nombre propio masculino, como por ejemplo, Dionisio de Halicarnaso. 

## Etimología y onomástica
El nombre Dionysos es de significado incierto. Su elemento -nysos bien puede ser de origen extraheleno, pero dio- ha sido relacionado desde antiguo con Zeus (genitivo Dios). Para los autores griegos, Nisa era una ninfa que lo crio, o la montaña donde era atendido por varias ninfas (las Nisíades), que lo alimentaron y lo hicieron inmortal por orden de Hermes.
Según la etimología estoica propuesta por Cleantes, en la que dianysai se traduce como «recorrer totalmente», Dioniso es identificado con el sol que cada día «recorre enteramente el círculo celeste». Siglos más tarde, Macrobio transmite en sus Saturnales diversas alegorías de Dioniso-sol, siendo Dioniso el «sol nocturno» que recorre el hemisferio inferior y Apolo el «sol diurno» que transita el hemisferio superior; las edades de Dioniso —niño, efebo, barbudo— simbolizan los ciclos solares de crecimiento y decrecimiento durante todo el año, por lo que el dios gobierna la fertilidad de la tierra y los frutos junto a las diosas «lunares» (Deméter y Perséfone). Como divinidad solar Dioniso encarna la potencia masculina del cosmos, «espíritu (pneûma) generador y nutricio» para los estoicos según Plutarco, y como Liber Pater romano considerado «padre de todas las cosas» y dador del «poder seminal» asociado a la procreación. En este último sentido, es asociado en general con la naturaleza húmedo-cálida y ligado a las plantas frutales según Porfirio, idéntico a Osiris en Plutarco.

## Adoración
Dioniso es un dios de ritos religiosos mistéricos, como los de Deméter y Perséfone en la ciudad de Eleusis, próxima a Atenas. Dioniso lleva el basjaris o piel de zorro, simbolizando la viña y la fauna. Sus propios ritos, los Misterios dionisíacos y los Misterios eleusinos, eran los más conocidos por todos. Muchos investigadores creen que Dioniso es un sincretismo de una deidad griega local de la naturaleza y un dios más poderoso de Tracia o Frigia, como Sabacio.
Heródoto sabía que el culto a Dioniso llegó más tarde a los griegos que el resto, pues comenta:

así es, la historia griega cuenta que tan pronto nació Dioniso, Zeus lo llevó a Nisa, en Etiopía, allende Egipto, y como con Pan, los griegos no saben qué fue de él tras su nacimiento. Resulta por tanto claro para mí que los griegos aprendieron los nombres de estos dos dioses más tarde que los nombres de todos los otros, y sitúan el nacimiento de ambos en el momento en que los conocieron.

Muchos griegos estaban seguros de que el culto a Dioniso había llegado a Grecia desde Anatolia, pero sus nociones sobre si Nisa estaba situada en Anatolia, en Libia («lejos al oeste junto al gran océano»), Etiopía (Heródoto) o Arabia (Diodoro Sículo) son lo suficientemente variables como para sugerir que se pretendía un lejano país mágico, quizás llamado Nysa, para explicar el ilegible nombre del dios: ‘dios de Nisa’. Apolodoro parece seguir a Ferécides, quien cuenta cómo el infante Dioniso, dios de la parra, fue criado por las ninfas de la lluvia, las Híades, en Nisa. Sin embargo, el nombre que los hititas anatolios se daban a sí mismos en su propia lengua (nesili) era Nesi. La influencia hitita en la cultura griega antigua casi nunca es apreciada. Más tardíamente, ya a comienzos del siglo XIX durante el Romanticismo alemán, la opinión generalizada situó el origen de Dioniso —así como del resto del panteón griego— en la India: como «señor de la naturaleza» se le asoció con el dios hindú Shiva, el cual habría pasado metamorfoseado a Occidente a través del Próximo Oriente, Egipto (asociado, como dios sufriente, a Mitra y Osiris), Tracia y Grecia, donde la deidad oriental habría sido finalmente humanizada y rebajada a la condición de héroe mediante el mito épico.
Las anteriores contradicciones sugieren a algunos que no se está tratando con la memoria histórica de un culto extranjero sino con un dios inherentemente extranjero. Y de hecho, el nombre de Dioniso aparece documentado con anterioridad al 1200 a. C. en las tablillas en idioma micénico como DI-WO-NI-SO-JO, y Károly Kerényi lo localiza en la Creta minoica, donde su nombre minoico es desconocido pero su característica presencia resulta reconocible. Claramente, Dioniso había estado con los griegos y sus predecesores mucho tiempo, y aun así retuvo –en parte– el recuerdo de su procedencia extranjera.
El toro, la serpiente, la hiedra y el vino son los signos de la característica atmósfera dionisíaca, y Dioniso está estrechamente asociado con los sátiros, centauros y silenos. A menudo aparece montando un leopardo, llevando una piel de felino o cérvido, o sobre un carro tirado por panteras, y también puede ser reconocido por el tirso que lleva. Además de la parra y su alter ego salvaje estéril, la hiedra venenosa, ambas a él consagradas, la higuera también era un símbolo suyo. La piña que coronaba su tirso le relacionaba con Cibeles, y la granada con Deméter. En Atenas se celebraban en su honor las Dionisias y las Leneas. Los iniciados lo adoraban en los misterios dionisíacos, que eran parecidos y estaban relacionados con los misterios órficos. Se decía que Orfeo había inventado los misterios de Dioniso.

### Culto tardío en Roma
El culto de Dioniso tuvo influencia más tarde en Roma, entre los siglos III y II a. C., introducido desde la Magna Grecia (los pueblos griegos del sur de Italia), y a través de la Etruria, influida por Roma.
Su presencia activa en los relatos, creencias y prácticas rituales se prolongó hasta época tardorromana (siglos III y IV d. C.). Los romanos rindieron culto a su equivalente romano, Baco, su nombre deriva de bacanal. Las bacanales eran fiestas que se celebraban en secreto y con la sola participación de mujeres en la arboleda de Simila, cerca del monte Aventino el 16 y 17 de marzo. Posteriormente, se extendió la participación en los ritos a los hombres y las celebraciones tenían lugar cinco veces al mes. La notoriedad de estas fiestas, donde se suponía que se planeaban conspiraciones políticas, provocó en 186 a. C. un decreto del Senado —el llamado Senatus consultum de Bacchanalibus, inscrito en una tablilla de bronce descubierta en Calabria (1640) y actualmente en Viena— por el que las bacanales fueron prohibidas en toda Italia, bajo sospecha de que eran realizadas para tramar crímenes. Prohibidas hasta cierto punto, en ciertas ocasiones especiales debían ser aprobadas por el Senado. Pese al severo castigo infligido a quienes se sorprendía violando este decreto, las bacanales no fueron sofocadas, especialmente en el sur de Italia, durante mucho tiempo.
Dioniso se equipara también con Liber (mitología) (también Liber Pater). Liber (‘el libre’) era un dios de la fertilidad y el crecimiento, casado con Libera. Su fiesta era la Liberalia, celebrada el 17 de marzo, pero en algunos mitos también se celebraba el 5 de marzo.

### Epítetos
- Acratoforo, epíteto con el que era designado como dador del vino sin mezclar, y bajo el que se le adoraba en Figalía (Arcadia).[17][18]
- Acroreites, bajo el que era adorado en Sición.[19]
- Adoneo (Adoneus, ‘gobernante’), epíteto latino que recibía como Baco.[20]
- Basareo o Básaro («cubierto de una piel de zorro»)[21]
- Bromio (‘atronador’ o ‘el que brama’).[22]
- Dendrites (Δενδρίτης Dendrítês, ‘el de los árboles’), como poderoso dios de la fertilidad.
- Dimorfo (Δίμορφoς), por el hecho que podía mostrarse como bello o como terrible de acuerdo a las circunstancias.
- Ditirambo (‘el de la doble puerta’) se usa a veces para referirse a él en las solemnes canciones cantadas en los festivales, y hace referencia a su prematuro nacimiento.
- Egóbolo (‘matador de cabras’), nombre bajo el que fue adorado en Potnias (Beocia).[23]
- Eleuterio (Ελευθερευς, ‘el libertador’), también aplicado a Eros.
- Eneo, como dios de la prensa de vino.
- Enorques (‘con bolas’[24] o quizá ‘en los testículos’, en alusión a Zeus cosiendo al infante Dioniso en su muslo),[25] otra forma relacionada con la fertilidad en Samos y Lesbos.
- Esimnetes (‘gobernante’ o ‘señor’), nombre bajo el que fue adorado en Aroe y Patras (Acaya).
- Eubuleo[26]
- Evio, un epíteto que se usa prominentemente en la obra de Eurípides, Las bacantes.[22]
- Faleno (Φαλλην, ‘del falo’), garante de la fecundidad.
- Floios (Φλοῖος, ‘corteza’), como espíritu de ésta.
- Hierofante, sacerdote del culto.
- Hías, como divinidad asociada a las lluvias y a la procreación humana.[27]
- Leneo, como «inventor» o bien «protector del lagar».[28]
- Licnito (‘el del bieldo, harnero o criba’) le hacía un dios de la fertilidad relacionado con las religiones mistéricas. El bieldo era un instrumento similar a una pala que se usaba para aventar, es decir separar la paja del grano. Como si la divinidad fuera una especie de criba de almas. También se relaciona este epíteto con la significación de «cuna», por lo que habría una alusión a un culto de Dioniso-niño.[29]
- Lieo (‘el que desata’), como un dios de la relajación y la liberación de las preocupaciones.
- Lisio, «liberador».[28]
- Omadio (Ὠμάδιος, ‘que come la carne cruda’), sobrenombre de Baco en Quíos.
- Pericionio, «rodeado de columnas».[30] Alude este epíteto a un episodio de la vida del dios Dioniso en Tebas. Cf. Eurípides, Las  fenicias, 654, donde se menciona una danza que merece este calificativo. Al parecer, las vides del dios, enlazándose a las columnas de la fortaleza tebana, lograron superar la fuerza de un terremoto.
- Sucites (Συκίτης), protector de las higueras.
- Yaco o Íaco (Ιακχος) le relaciona con los misterios eleusinos, donde era conocido como hijo de Zeus y Deméter. El nombre puede proceder de ιακχος (iakchos), un himno cantado en honor de Dioniso.[22][26]
- Yóbaco, porque lanza muchas voces de este tipo.[22]
- Zagreo, como niño-dios despedazado y devorado por los titanes, según un mito de origen posiblemente órfico.[31]

En el panteón griego, Dioniso absorbe junto con Zeus el papel de Sabacio, una deidad tracia/frigia a la que se sacrificaba cerámica rota (probablemente para evitar que otra se rompiese en el fuego). En el panteón romano, Sabacio pasó a ser un nombre alternativo de Baco. En los himnos órficos también se le asocian otras deidades oscuras, mistéricas y anatólicas, como Antea, Mise, Hipta o Sabo (Sabacio).

## Mitología

### Nacimiento y ascendencia
Los diferentes autores varían la filiación de Dioniso: a) Zeus y Sémele; b) Zeus y Dione; c) Zeus y Selene; d) Zeus y Deméter; e) Zeus y Perséfone; f) Nilo; g) Cabiro; h) Niso y Tione.

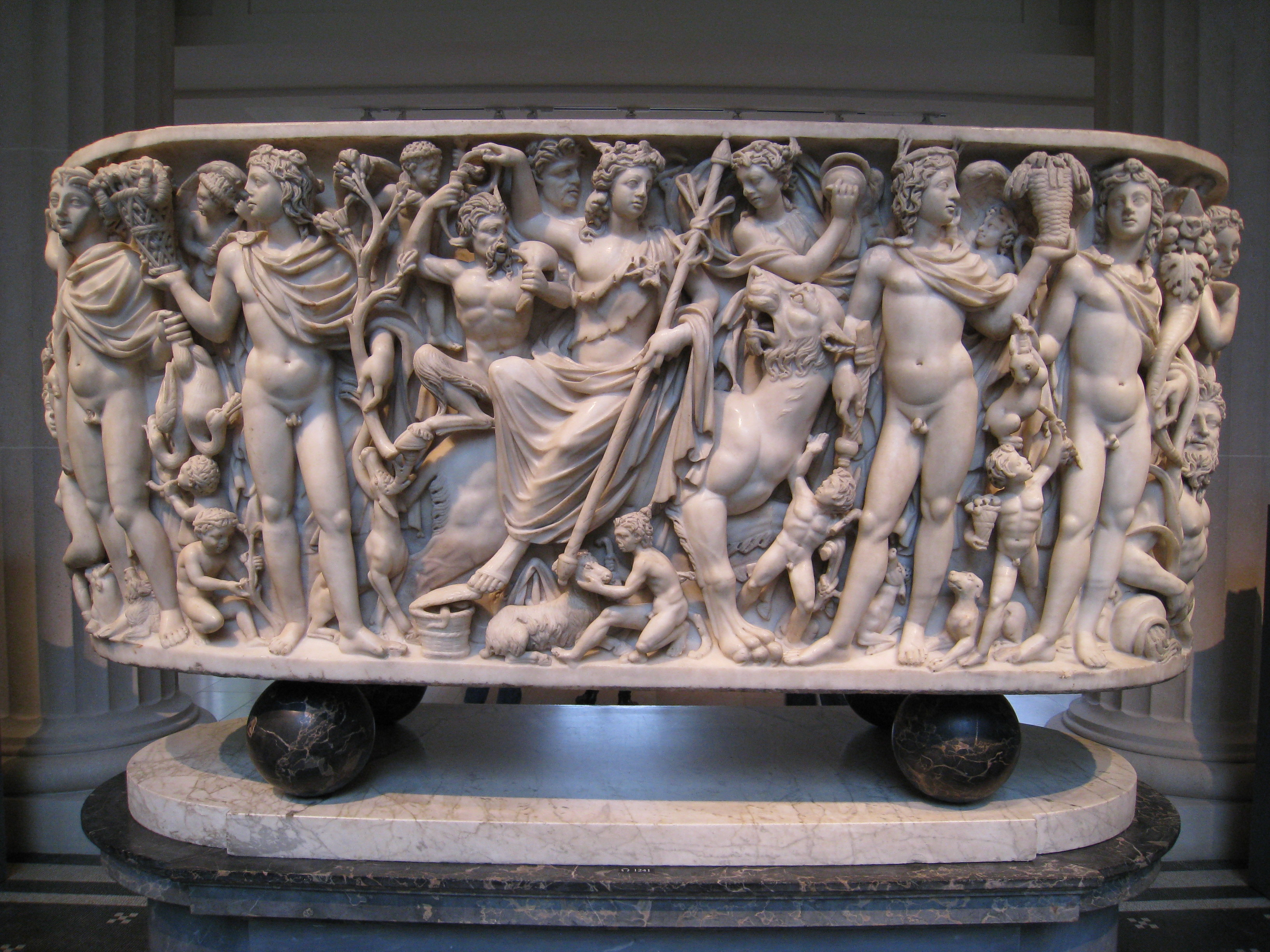
Procesión dionisíaca en un sarcófago de mármol, posiblemente indicativa de que el difunto estuvo iniciado en los misterios.

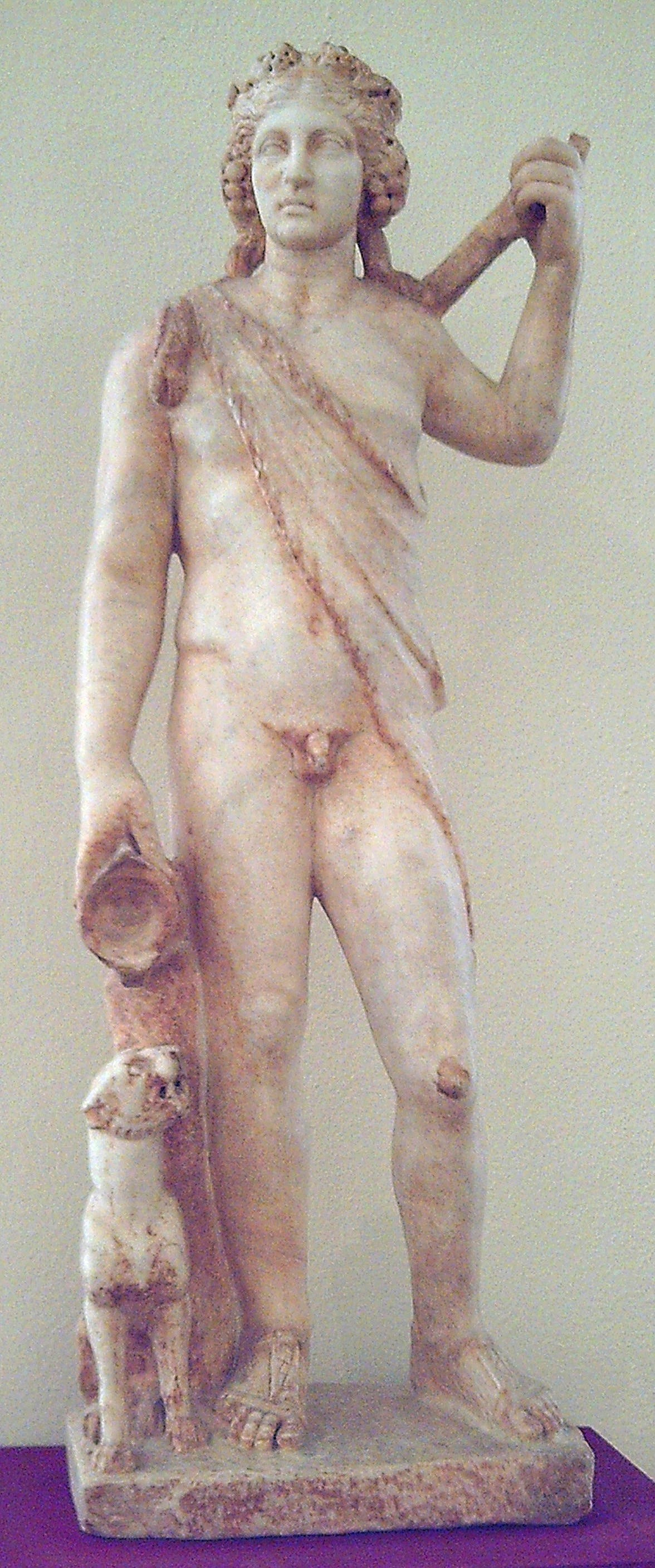
Baco de Aldaya, escultura hispanorromana del siglo II (M.A.N.)

Dioniso tuvo un nacimiento inusual y prematuro que evoca la dificultad de encajarlo en el panteón olímpico. Su madre fue una mujer mortal, llamada Sémele, hija del rey Cadmo de Tebas, y su padre Zeus, el rey de los dioses. La esposa de Zeus, Hera, diosa celosa y vanidosa, descubrió la aventura de su marido cuando Sémele estaba encinta. Con el aspecto de una anciana (en otras versiones de una nodriza), Hera se apareció a Sémele, quien le confió que Zeus era el auténtico padre del hijo que llevaba en el vientre. Hera fingió no creerlo, y sembró las semillas de la duda en la mente de Sémele, quien, curiosa, pidió a Zeus que se revelara en toda su gloria como prueba de su divinidad. Aunque Zeus le rogó que no le pidiese eso, ella insistió y él terminó accediendo. Entonces Zeus se presentó ante ella con sus truenos, vientos y rayos, y Sémele pereció carbonizada. Zeus logró rescatar al embrionario Dioniso plantándolo en su muslo. Unos meses después, Dioniso nació en el monte Pramnos de la isla Icaria, a donde Zeus fue para liberarlo ya crecido de su muslo. En esta versión, Dioniso tuvo dos «madres» (Sémele y Zeus) antes de nacer, de donde procede el epíteto dimētōr (‘de dos madres’), relacionado con su doble nacimiento.
Según Cicerón, en su De Natura Deorum, existieron hasta cinco dioses Dioniso: el primer Dioniso nació de Júpiter (Zeus) y de Prosérpina (Perséfone). El segundo Dioniso nació de Nilo, y es el que —según se dice— destruyó a Nisa.  El tercer Dioniso tiene por padre a Cabiro, y dicen que estuvo como rey al frente de Asia; para él se instauraron las Sabacias. El cuarto Dioniso desciende de Júpiter (Zeus) y de Luna (Selene), y se piensa que los sagrados ritos órficos se crearon en su honor. El quinto Dioniso nació de Niso y de Tione (Sémele), y se piensa que fue él quien instituyó las Trietérides.
El renacimiento es el principal motivo de adoración en las religiones mistéricas, pues su muerte y resurrección eran sucesos de reverencia mística. Este relato se usó en muchos cultos griegos y romanos. Variantes del mismo se encuentran en la obra de Nono, y también en varios poemas fragmentarios órficos, que mencionan al Dioniso nacido de Perséfone con el nombre de Zagreo o Yaco.

### Infancia y juventud

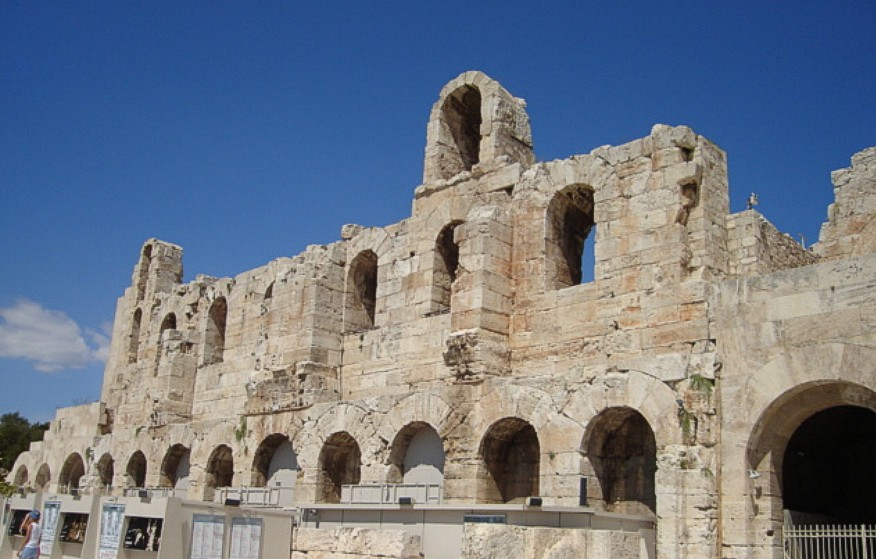
Teatro de Dioniso, Atenas

El mito cuenta que Zeus tomó al infante Dioniso y lo puso a cargo de Hermes. Una versión de la historia es que este dio el niño al rey Atamante y su esposa Ino, tía de Dioniso. Hermes pidió a la pareja que criase al recién nacido como a una niña, para esconderlo de la ira de la diosa Hera. Otra versión es que Dioniso fue puesto bajo la tutela de las ninfas de la lluvia de Nisa, que lo criaron y que, por esos cuidados, fueron recompensadas por Zeus, que las puso en el firmamento como la constelación de las Híades. Otras versiones lo ponen bajo el cuidado y crianza de la titánide Rea o de Perséfone (cf. Nisíades e Híades).
Cuando Dioniso creció, descubrió la cultura del vino y la forma de extraer su precioso jugo, pero Hera hizo que se volviese loco y le hizo vagar por diversas partes de la tierra. En Frigia, Cibeles, más conocida por los griegos como Rea, le curó y le enseñó sus ritos religiosos, y así emprendió Dioniso su recorrido por Asia Menor, durante el que enseñaría a la gente el cultivo de la vid. Volvió triunfante y emprendió la introducción de su culto en Grecia, pero se le opusieron algunos príncipes y regentes que temían los desórdenes que acarreaba ese culto (cr. Penteo y Licurgo).
Como hombre joven, Dioniso era excepcionalmente atractivo. Una vez, sentado junto a la orilla del mar, fue visto por unos piratas tirrenos, que creyeron que era un príncipe. Intentaron secuestrarlo y llevarlo lejos para venderlo como esclavo o pedir un rescate. Probaron a atarlo con cuerdas, pero ninguna podía sujetarlo. Dioniso se convirtió en un fiero león e imitó el sonido de muchas flautas, y mató a todos los que entraron en contacto con él. Los que saltaron por la borda fueron transformados en delfines. El único superviviente fue Acetes, el timonel, que, habiendo reconocido al dios, había intentado detener a los otros marinos desde el principio. En una versión parecida, Dioniso deseaba navegar desde Icaria hasta la isla de Naxos, así que alquiló un barco pirata tirrenio. Pero cuando el dios estuvo a bordo, no navegaron hacia Naxos sino hacia Asia Menor, con la intención de venderlo como esclavo. Al saberlo, Dioniso transformó el mástil y los remos en serpientes, y llenó la nave de hiedra y del sonido de flautas, de forma que los marinos enloquecieron y saltaron al mar, donde fueron transformados en delfines.

### Tíaso
El séquito de Dioniso era llamado el tíaso y estaba formado principalmente por las ménades, sus compañeras de orgía, que danzan y tocan el tympanum. «Y los de Dioniso son los silenos, los sátiros, los títiros y los grupos de bacantes, las lenas, las tías (tíades), las mimalones, las náyades y las que en conjunto reciben el nombre de ninfas». «Dioniso lleva un cortejo de sátiros, de lenas y todos los silenos. Lleva también a la Risa (Γέλως) y a Como (Κῶμος), dos divinidades muy dadas a la algazara y al banquete, para que el río, con sumo placer, haga con ellos la cosecha».

### Otras historias

#### Midas
Una vez, Dioniso halló que quien había sido su profesor y padre adoptivo, Sileno, había desaparecido. El anciano había estado bebiendo, se había marchado ebrio y se había encontrado con unos campesinos, que lo habían llevado ante el rey, Midas (alternativamente, Sileno se había metido en la rosaleda del rey).
Midas reconoció a Sileno, lo trató hospitalariamente y lo entretuvo durante diez días y diez noches educadamente, mientras Sileno divertía al rey y a sus amigos con historias y canciones. Al undécimo día, Midas llevó a Sileno de vuelta con Dioniso. Este ofreció a Midas que eligiera la recompensa que deseara, y el rey pidió que todo lo que tocase se transformara en oro. Dioniso accedió, aunque lamentó que no hubiese hecho una elección mejor. Midas se regocijó en su nuevo poder, que se apresuró en poner a prueba: tocó y convirtió en oro una rama de roble y una piedra. Deleitado, tan pronto como llegó a casa ordenó a los sirvientes que dispusieran un festín en la mesa. Entonces halló que su pan, su carne, su hija y su vino se convertían en oro.
Enfadado, Midas se esforzó en desprenderse de su poder, pues odiaba el don que había codiciado. Rezó a Dioniso, rogando ser librado de su hambre. Dioniso le oyó y consintió, diciendo a Midas que se bañase en el río Pactolo. Midas así lo hizo, y cuando tocó las aguas el poder pasó a éstas, y las arenas del río se convirtieron en oro.

#### Penteo

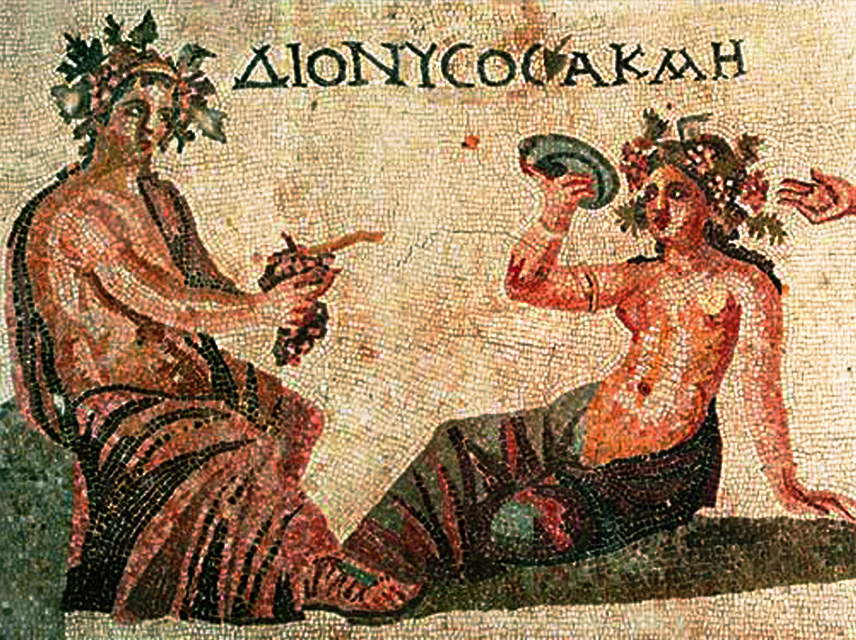
Dioniso y Acmé. Mosaico en Chipre

Eurípides escribió una narración sobre la naturaleza destructiva de Dioniso en su obra Las bacantes. Dado que Eurípides escribió esta obra en la corte del rey Arquelao de Macedonia, algunos investigadores creen que el culto a Dioniso era visto como maligno en esta ciudad pero benigno en Atenas. En la obra, Dioniso vuelve a su lugar de nacimiento, Tebas, gobernado por su primo, Penteo. Dioniso quería vengarse de las mujeres de Tebas, sus tías Ágave, Ino y Autónoe y su primo, el rey Penteo, por negar su divinidad y por tanto no permitir su culto. Penteo fue vuelto loco lentamente por el convincente Dioniso, y atraído a los bosques del monte Citerón para ver a las ménades, las adoradoras de Dioniso que a menudo experimentaban el éxtasis dionisiaco. Cuando las mujeres vieron a Penteo, lo descuartizaron como habían hecho antes en la obra con una manada de ganado. Brutalmente, su cabeza fue cortada por Ágave.

#### Licurgo
Cuando el rey Licurgo de Tracia oyó que Dioniso estaba en su reino, envió a prisión a todas sus seguidoras. El semidiós huyó y se refugió con Tetis. Envió después una sequía que hizo que la gente se sublevara. Entonces volvió loco a Licurgo, y este descuartizó a su propio hijo con un hacha creyendo que era un brote de hiedra, planta consagrada a Dioniso. Un oráculo afirmó entonces que la tierra permanecería seca y baldía mientras Licurgo siguiera vivo, así que su pueblo lo mató y lo descuartizó. Con Licurgo muerto, Dioniso levantó la maldición.

#### Prosimno
Una historia conocida es la de su descenso al Hades o el inframundo para rescatar a su madre Sémele, a la que colocaría después en el firmamento estrellado. Dioniso hizo el descenso desde un pozo del que se decía que no tenía fondo, ubicado en la costa de la Argólide, cerca del yacimiento prehistórico de Lerna. Fue guiado por el luchador Prosimno o Polimno, quien pidió como recompensa ser su amante. Al morir Prosimno antes de que pudiese acceder a su petición Dioniso, este, en agradecimiento a la sombra de quien le había ayudado, tomó una rama de olivo, le dio forma de falo y la clavó en la tumba. Esta historia se narra completa sólo en fuentes cristianas (cuya intención era desacreditar la mitología pagana). Parece haber servido como explicación de los objetos secretos que eran revelados en los cultos y misterios dionisíacos.

#### Ámpelo
Según Nono de Panópolis, se hablaba de Ámpelo, un sátiro que murió en un accidente al montar un toro enloquecido por la picadura del tábano de Ate. Las Moiras concedieron a Ámpelo una segunda vida como parra, y de ella prensó Dioniso el primer vino.

#### Mitos menos conocidos

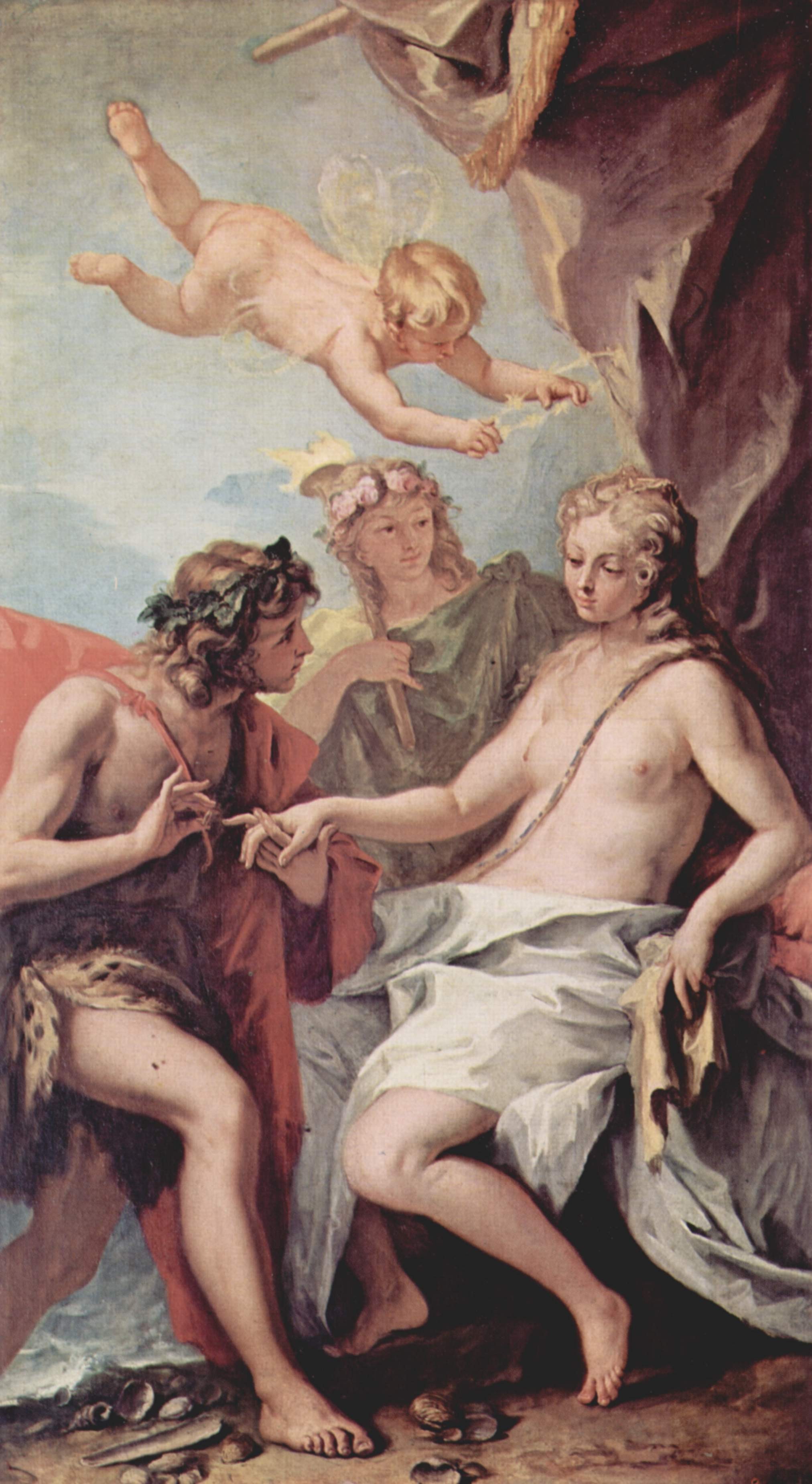
Dioniso y Ariadna, de Sebastiano Ricci.

Los griegos dicen que Hera arrojó a Hefesto cuando nació, y él, que le guardaba rencor, le envió como regalo un trono de oro que tenía unos lazos invisibles, y que ella, cuando se sentó, quedó atada, y que de los otros dioses a ninguno quiso Hefesto obedecer, pero Dioniso —pues era en el que Hefesto más confiaba— emborrachándole lo condujo al cielo.
Finalmente, después de establecer su culto en todo el mundo, Dioniso subió al Olimpo y forma parte de los doce dioses del Olimpo gracias a que Hestia cedió su puesto en el consejo. Este dato es una reinterpretación moderna que ofrece Robert Graves y no aparece en ninguna fuente de la mitología clásica.
Aristófanes inventa en su comedia Las ranas un tercer descenso de Dioniso al Hades. Dioniso, patrón del festival dramático ateniense, la Dionysia, quería devolver a la vida a uno de los grandes dramaturgos. Tras un concurso, entre Esquilo y Eurípides, elige al primero.
Cuando Teseo abandonó a Ariadna durmiendo en Naxos, Dioniso la encontró y se casó con ella. Tuvieron un hijo llamado Enopión, que se suicidó o murió a manos de Perseo. En algunas versiones, su corona era puesta en el cielo como la constelación de la corona boreal. En otras, Dioniso descendía al Hades para recobrarla y devolverla a los dioses del Olimpo.
Calírroe era una mujer calidonia que desdeñó a un sacerdote de Dioniso que amenazó con provocar la locura a todas las mujeres del país. Al sacerdote se le mandó sacrificar a Calírroe, pero él, en lugar de obedecer, se suicidó. Calírroe se arrojó a un pozo (o se cortó el cuello junto a una fuente) que más tarde recibiría su nombre.
Volvió locas a las Miníades por no querer aceptar el culto de Dioniso, haciendo que devorasen a uno de sus hijos y transformándolas en murciélagos. También enloqueció a las Prétides, por no aceptar los ritos dionisíacos.

## Descendencia, amoríos y consortes
| Amorío        | Descendencia y/o relaciones |
| ------------- | --- |
| Afrodita      | Príapo es un dios venerado donde pastan cabras y ovejas y hay enjambres de abejas. Pero los de Lámpsaco lo veneran más que a los demás dioses, y dicen que es hijo de Dioniso y Afrodita. Según el Anacreontea, las Cárites, sin especificarlas individualmente, nacieron de la pasión entre Afrodita y Dioniso. Para los órficos Hermes Psicopompo (acaso Yaco), que habita el inexorable sendero del Cocito, es hijo de Dioniso y de Afrodita de ojos vivos. En algunas versiones Himeneo también es hijo de Dioniso y Afrodita.                                                                     |
| Alexírroe     | El monte Tmolo era denominado antes Carmanorio en honor de Carmanor, cierto hijo de Dioniso y una tal Alexírroe, a la que se presupone ninfa. |
| Alfesibea     | Baco también se prendó de la ninfa Alfesibea, la raptó con la forma de un tigre y ésta le alumbró un hijo, Medo. Por este incidente el río Tigris fue así nombrado. |
| Altea         | Deyanira era hija de Eneo y Altea, pero algunos dicen que Altea la engendró en realidad de Dioniso, tras su marcha por Calidón. Sea como fuere Deyanira conducía un carro practicando el arte de la guerra. |
| Aretírea      | El héroe epónimo de Fliunte, llamado Fliante, Flío o Flíaso, era hijo de Dioniso y Aretírea, hija a su vez del autóctono Arante. |
| Ariadna       | Con Ariadna, la hija de Minos, tuvo la mayor cantidad de hijos. Apolodoro dice que «Dioniso, enamorado de Ariadna, la raptó y la llevó a Lemnos, donde yació con ella y engendró a Toante, Estáfilo,Enopión y Pepareto». Otros reemplazan los dos últimos nombres citados por Marón y Eunoo. Un escolio dice que en cambio son tres y los denomina como Evantes, Latramis y Taurópolo. Aún otras fuentes, en diferentes contextos, incluyen en la nómina de hijos de Dioniso y Ariadna al argonauta Eurimedonte, el epónimo Céramo, Flíaso, Himeneo y especialmente Euneo, rey de Lemnos.              |
| Aura          | La desdichada corredora Aura, hija de Lelanto, fue presa de una maldición de Afrodita y se entregó eróticamente a Dioniso. Aura alumbró dos hijos: Yaco y su hermano gemelo póstumo, antes de arrojarse al río. |
| Beroe         | Tanto Dioniso como Poseidón compitieron para ganarse a la hermosa Beroe pero ella se decantó finalmente por Poseidón. |
| Caria         | Caria, hija de un rey de Laconia, era amada por Dioniso, pero murió repentinamente en Carias (Καρυές) y él la metamorfoseó en un nogal. Artemisa llevó la noticia a los laconios, quienes inmediatamente erigieron un templo a Artemisa Cariatis, de la que reciben su nombre las cariátides, estatuas femeninas empleadas como columnas. |
| Circe         | Como, personificación de las festividades, está naturalmente asociado a Dioniso, probablemente como uno de sus hijos aunque tal filiación no aparece en ninguna fuente. La asociación de Como como hijo de Baco y Circe es una conjetura propuesta por Milton en su Comus. |
| Corónide      | En una fuente es la madre de las Gracias, tres en número, es una tal Coronis o Corónide, que algunos creen una de las ménades. |
| Deméter       | Fuera de la mitología clásica se dice que Apolo y Artemisa fueron hijos de Dioniso y Deméter, y que Leto fue solo su nodriza y cuidadora. |
| Erígone       | La hija de Icario fue engañada por Dioniso con la forma de una falsa uva y por esa treta yació con la muchacha. Fruto de ambos nacería Estáfilo. |
| Fiscoa        | La muchacha elea Fiscoa se unió Dioniso y de ambos nació Narceo. Cuando éste creció hizo la guerra contra sus vecinos y alcanzó gran poder, y precisamente él erigió el santuario de Atenea Narcea. Dicen que Narceo y Fiscoa fueron los primeros que tributaron culto a Dioniso. |
| Nicea         | Dioniso violó a la ninfa Nicea, epónima del pueblo y de naturaleza virginal. Nicea dio a luz a Télete, a un tal Sátiro y a otros hijos innominados. |
| Palene        | Una hija de Sitón de los odomantos. Dioniso, que corteja a Palene, actúa contra los crímenes sacrílegos de Sitón. En esta versión Sitón deseaba carnalmente a su propia hija, empleando todo tipo de métodos para posponer y obstaculizar su matrimonio, hasta que al final simplemente acabó matando a todos los posibles maridos. |
| Percote       | Epónima de Percote, se la baraja como una de las posibles madres de Príapo con Dioniso. |
| Psalacanta    | Psalacanta, una ninfa, prometió ayudar a Dioniso a cortejar a Ariadna a cambio de sus favores sexuales; pero Dioniso se negó, por lo que Psalacanta desaconsejó a Ariadna que se fuera con él. Por ello, Dioniso la convirtió en la planta egipcia del mismo nombre —el propio autor duda entre el melilotus o la artemisia— . |
| Quíone        | Una de la náyades, Quíone, se baraja como posible madre de Príapo en su unión con Dioniso. |
| (desconocido) | - Tisa (de ahí el «tíaso»), aunque citada en un pasaje corruto, era una hija de Dioniso que participó en los ritos de su padre en el monte Ida. - Mete, personificación de la ebriedad, es asociada naturalmente a Dioniso como una de sus hijas. - A Himeneo, personificación del canto nupcial, se le hace hijo de Dioniso en una sola fuente tardía, sin especificar la madre. - «Fue desde Eteocles de Orcómeno que aprendimos la costumbre de orar a las tres Cárites. Y Angelión y Tectao, hijos de Dioniso, que hicieron la imagen de Apolo para los delios, pusieron tres Cárites en su mano». |

### Amoríos con varones
Clemente de Alejandría dice que Dioniso tuvo relaciones amorosas con Laonis, Ámpelo, Himeneo, Hermafrodito y Aquiles. Ptolomeo Queno nos dice que «Dioniso fue amado por Quirón, de quien aprendió cantos y danzas, los ritos báquicos e iniciaciones». Dioniso también gozó del amor de un sátiro joven Ámpelo, hasta que Selene, celosa, provocó la muerte del efebo. Las Moiras lo convirtieron en una cepa de vid que él exprimió para crear su primer vino. O como el montaraz Dioniso raptó al divino Adonis, cuando recorría la sacra Chipre, para gozar del amor del muchacho. Prosimno o Polimno fue un muchacho que guio a Dioniso en su viaje hacia el inframundo a cambio de su entrega erótica. Dioniso prometió hacerlo tras su regreso; sin embargo, al volver se encontró a su amante muerto, por lo que cumplió lo prometido utilizando para ello una rama de higuera. Otro efebo de Dioniso fue Estáfilo, natural de la isla de Tasos. Se dice que gracias al amor que Dioniso le profesaba el vino de Tasos era muy apreciado.

## En la versión órfica
Dioniso tiene una influencia muy importante dentro de los mitos y religión órficas. Zeus, unido a su propia hija Perséfone con la forma de una serpiente, engendró a Dioniso. Perséfone había nacido a su vez de Rea-Deméter, la madre de Zeus y el propio Zeus en otra unión incestuosa. En la teogonía de las rapsodias se introduce un elemento innovador pues Zeus no es el último rey de los dioses sino que esta figura la ocupa el propio Dioniso. Para sorpresa de todos Zeus decidió abandonar sus preceptos divinos y le cedió la soberanía a Dioniso cuando este era tan solo un infante. Como infante Baco solo pensaba en las festividades.  Para ello Zeus encomienda a los curetes la custodia del infante como había hecho antes Rea con Zeus. Zeus era un rey de Creta que se encontraba en esos momentos de viaje. Su esposa Hera, sintiendo celos de que un hijo de Zeus y no suyo tuviese el dominio sobre los dioses, decidió actuar como una madrastra malvada. Dioniso había sido criado en el palacio desde hacía tiempo. Hera envió a su guardia personal, los titanes de corazón violento, para que asesinaran a Dioniso. Dependiendo de la versión, unos dicen que los titanes se aproximaron a los danzarines curetes y engatusaron al infante Dioniso usando juguetes e incluso las manzanas de las Hespérides. Otros alegan que los titanes se habían untado yeso y así consiguieron aproximarse al infante de manera camuflada. Y aún otros más dicen que usaron un espejo para atraer a Dioniso. En este espejo, creación de Hefesto, Dioniso pudo ver la capacidad del universo para llenarse de intelecto. Sea como fuere los titanes mataron al infante, dividieron su cuerpo en siete pedazos, los echaron a un caldero, los hirvieron y se lo comieron. Palas Atenea consiguió, no obstante, recuperar el corazón aún latiendo. Acto seguido Artemisa-Hécate tomó rumbo al Olimpo para anunciar a Zeus el crimen perpetrado por los titanes. Zeus entonces decide fulminar a los titanes con un rayo y consigue resucitar a Dioniso. De los restos calcinados o evaporados de los titanes, y de la lluvia de sangre que se formó en la contienda, Zeus configuró a la raza de los hombres. Por una parte están formados del cuerpo de los titanes y así su naturaleza es malvada y soberbia pero como los titanes también habían ingerido a Dioniso, los hombres también poseen una parte redentora. Zeus envía a Apolo-el Sol en busca de los pedazos restantes de Dioniso y los entierra en el monte Parnaso, Delfos. Lo lloran Perséfone, su madre, y Deméter, su abuela. Sobre la reconstrucción y resurrección de Dioniso hay dos variantes. Unos dicen que Zeus coloca el corazón de su hijo en una estatua de yeso, que cobra vida; otros refieren que Zeus le dio el corazón molido a beber a Sémele y esta alumbró a Dioniso más tarde. Desde entonces Dioniso, ya restaurado, instituyó un culto bianual, las trietéricas. Hay que entender a Baco entonces como el anima mundi. Para los órficos el papel de la resurrección de Dioniso es uno de los puntos claves. Desde entonces ascendió a los cielos acompañando al Sol y desde allí vigila los acontecimientos del mundo. De la escatología dionisíaca los órficos introdujeron entonces el concepto de la migración de las almas en todos los seres vivos. Finalmente se establecieron ritos y purificaciones después de la muerte para conducir el destino de las almas, culminando así el ciclo dionisíaco en el dogma órfico.

## En la mitología grecoegipcia tardía
Según Heródoto, Valerio Mersalla Corvino y Plutarco, en su tratado sobre Isis y Osiris, Dioniso era el mismo Osiris. También fue asociado con Serapis.

## En el arte

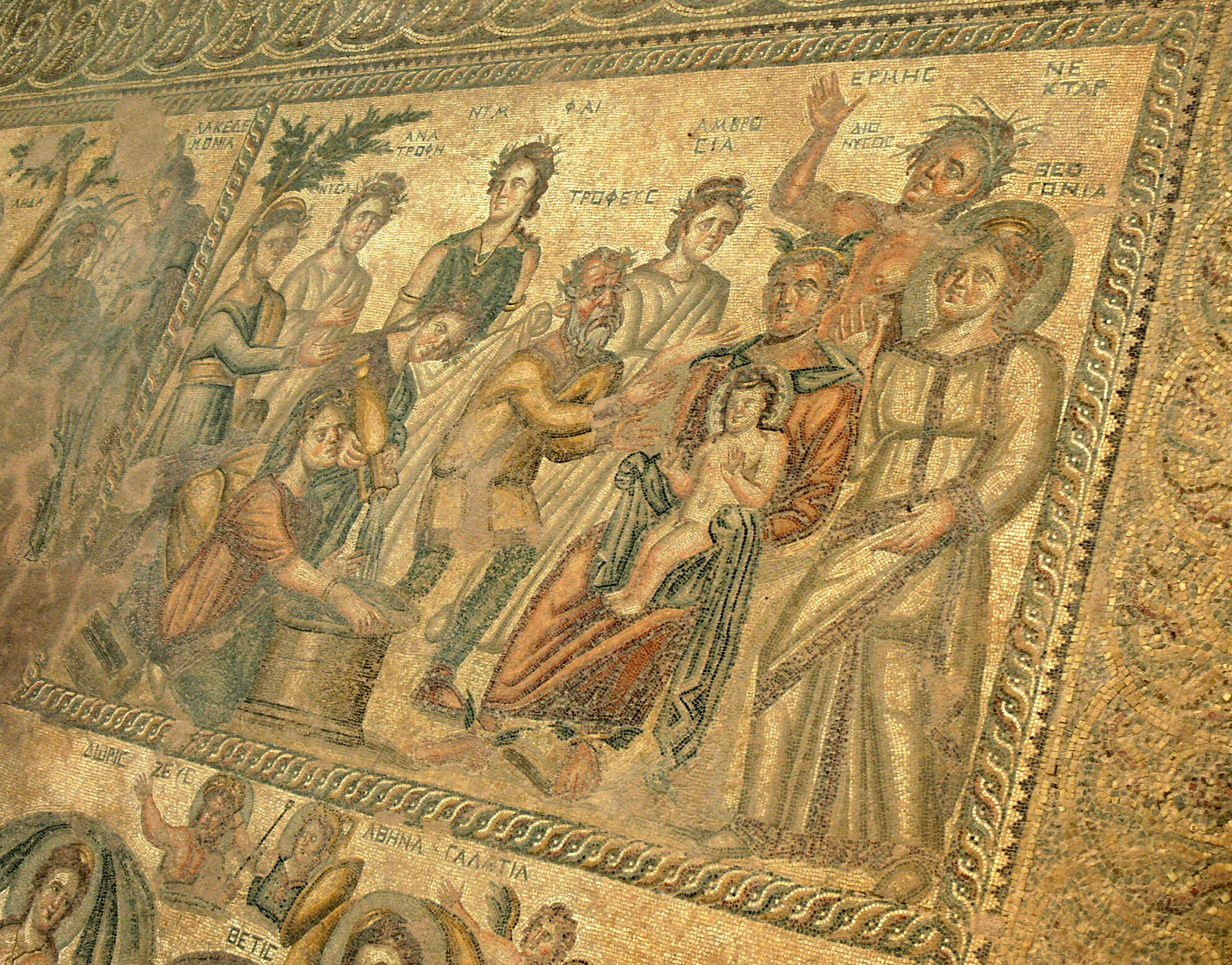
Mosaico hallado en Pafos. Chipre. Dioniso bebé en brazos de Hermes, recibido por néctar y ambrosía. Debajo, Zeus y otras deidades.

Naturalmente, el dios aparecía en muchas cráteras y vasijas para vino de la antigua Grecia. Su iconografía se hizo más compleja en el periodo helenístico, con los tipos severamente arcaizantes o neoáticos como el Dioniso Sardanápalo y los tipos que lo mostraban como un joven indolente.
Dioniso es representado en la mayoría de las vasijas griegas tocando su flauta: el aulós. De esta forma, Dioniso es representado como músico, encarnando el símbolo del exceso y la desmesura humanas, quien con vino, la música de su aulos y danzas frenéticas podía liberar a sus seguidores de sus propias represiones y subvertir la opresión del orden social dominante. En la obra de Píndaro se relata la creación del aulos por la diosa Atenas y en Homero la invención de la lira por Hermes; y dadas estas circunstancias de aparición de ambos instrumentos en la mitología griega, el primero representa el instrumento de la exaltación, de la tragedia y las emociones subjetivas, mientras que el segundo representa el instrumento propio de los estados anímicos contemplativos y serenos del universo y de las propiedades acústicas de la materia. En la mitología griega la lira es el instrumento propio del dios Apolo, sereno, extático, símbolo del orden y de las formas, de la simetría y de la armonía del Cosmos, el sonido de las cuerdas como representación de las proporciones armónicas del universo, base fundante de la concepción pitagórica de la música. El aulos, por el contrario, es el instrumento del dios Dioniso, símbolo del éxtasis y del frenesí, del desenfreno y de las fuerzas oscuras e irracionales.

### En el teatro
Dioniso, como dios de la alteridad y la transfiguración, estaba asociado al teatro y a la ficción trágica. La tragedia, como «hecho social total» en la polis ateniense del siglo V a. C., era un medio de autorreflexión sobre la ambigüedad de la condición humana; mediante el uso de la ficción, se ponen sobre la mesa los problemas sociales y existenciales a través de instrumentos típicamente dionisíacos: ilusionismo, mímesis, máscaras, estados mentales alterados, etc. El individuo, gracias a la intercesión de Dioniso, disuelve su identidad y se funde en la realidad transfigurada: se convierte en un «hombre trágico». Dicha influencia del dios queda caracterizada en la tragedia de Eurípides Las bacantes.

### En la música
- Baco, ópera de Jules Massenet.
- The Cult of Dionysus, canción de 2006 de The Orion Experience.
- Dionysus, canción de BTS.

### En la literatura
Dioniso protagoniza las Dionisíacas, epopeya compuesta por el poeta Nono de Panópolis (siglo V d. C.), que narra la vida del dios y su expedición a la India.

## Posible influencia en el cristianismo
El investigador moderno Barry Powell cree que las nociones cristianas de comer y beber la «carne» y la «sangre» de Jesús fueron influidas por el culto a Dioniso. En otro paralelismo, aduce Powell, Dioniso fue también peculiar entre los dioses griegos, como deidad comúnmente percibida dentro de sus seguidores.
El vino era importante para Dioniso, a quien se imaginaba como su creador; la creación de vino a partir de agua aparece también en las Bodas de Caná. En el siglo XX, Bultmann y otros compararon ambos temas y concluyeron que la teofanía dionisíaca influenció en la literatura cristiana. En Élide, durante las Tías, el festival de Dioniso, los sacerdotes colocaban tres tarros en una habitación sellada y al día siguiente aparecían milagrosamente llenos de vino, que contasen Plinio el Viejo y Pausanias.
Según una tradición relatada ya desde el siglo IV a. C., Dioniso —al igual que Cristo— había sufrido una muerte violenta y, posteriormente, renacido. Justino Mártir, en su Primera Apología, trató de racionalizar dicha coincidencia interpretando el mito griego como una copia de la pasión y resurrección de Jesús.

## Interpretaciones modernas

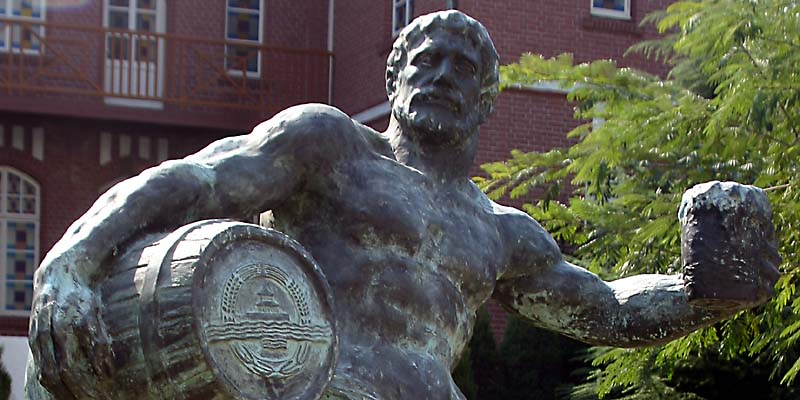
Escultura de Dioniso que celebra el 100º aniversario de Qingdao Beer (provincia de Shandong, China).

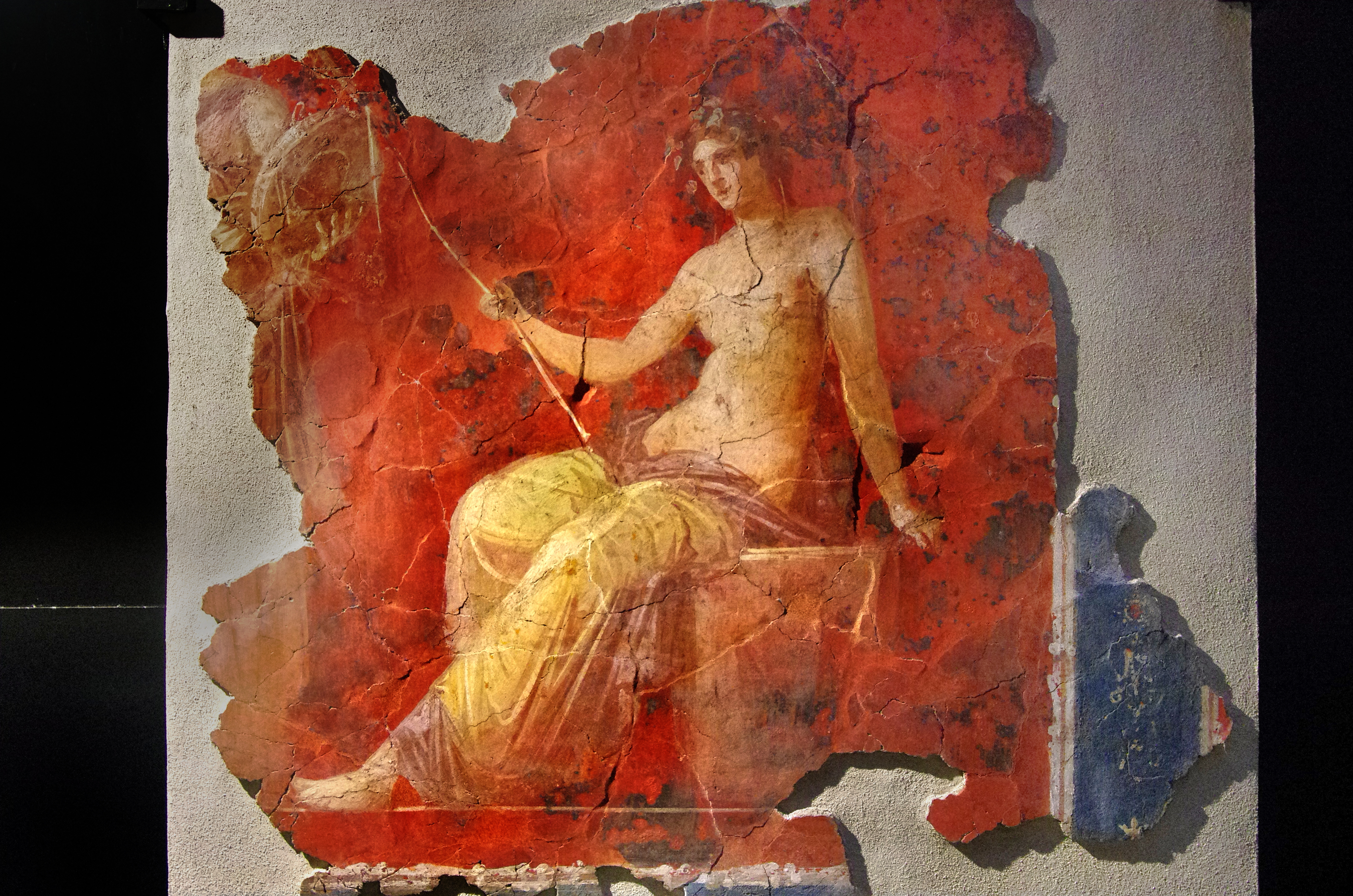
Fresco, Dioniso de triclinio, dentro de la Domus, Terme de Caracalla (Roma)

Dioniso ha permanecido como una inspiración para artistas, filósofos y escritores de la época contemporánea. Inspirado por James Frazer, algunos investigadores han etiquetado a Dioniso como una deidad de vida, muerte y resurrección. El mitógrafo Károly Kerényi dedicó mucha energía a Dioniso en su larga carrera, y resumió sus pensamientos en Dionisos: raíz de la vida indestructible.
En su libro El nacimiento de la tragedia en el espíritu de la música, el filósofo alemán Friedrich Nietzsche contrastó a Dioniso con Apolo como símbolo del principio estético fundamental e incontrolado de la fuerza, la música y la intoxicación frente al principio de la vista, la forma y la belleza representado por el segundo.
Vyacheslav Ivanov elaboró la teoría del dionisismo, que rastrea las raíces del arte literario en general y del arte de la tragedia en particular en los antiguos misterios dionisíacos. Sus opiniones fueron expuestas en los tratados La religión helenística y el dios sufridor (1904) y Dioniso y el antiguo Dionisismo (1921).
Kessler opina que un mosaico presente en el suelo del triclinio de la Casa de Aión en Nea Pafos (Chipre) refleja un tipo de culto monoteísta de Dioniso, pero como deidades principales o tutelares de la ciudad, en la misma aparecen Hermes y Zeus. La adopción de deidades tutelares como patronas de la ciudad, era un hábito muy frecuente en las ciudades de Grecia, como Ares en Esparta y Atenea en Atenas. Algunas interpretaciones modernas son osadas; el ensayista Walter F. Otto describe a Dioniso como «masculino-femenino», lo cual no coincide con los relatos clásicos ni con su descendencia.
Actualmente la figura de Dioniso sigue siendo la predilecta de entre las divinidades griegas para representar la diferencia o alteridad, iconografía aprovechada por diversos movimientos alternativos y contraculturales desde mediados del siglo XX. Por ejemplo, en su película de 1991 The Doors Oliver Stone plantea que Jim Morrison, en la cultura popular de los años sesenta, se convirtió en una especie de encarnación de Dioniso. El poema «Liberalia», del escritor costarricense Juan Alberto Corrales, hace referencia a los rituales mistéricos de Dionisos.
Dentro de las interpretaciones alternativas contemporáneas de Dioniso destacan autores como Maria Daraki, en cuyo Dyonisos (1985) presenta al dios como representante de una «lógica circular» primitiva que vincula al ser humano con el cosmos y le dota de una ética «vitalista»; en última instancia, el ritual dionisíaco desata la sexualidad femenina reprimida por el matrimonio tradicional y Dioniso se convierte en liberador de la mujer griega. Dionysos en transe: la voix des femmes (2002) de Clara Acker lleva al máximo esta visión feminista de lo dionisíaco como «metafísica de la maternidad», integrada en una serie de valores femeninos desarrollados como movimiento sociopolítico revolucionario en la Grecia arcaico-clásica y que llegarían hasta la época actual. Esta visión de Dioniso como vehículo subversivo se da también en Pouvoir et societé ("Poder y sociedad", 1999) de José Antonio Dabdab Trabulsi quien, partiendo asimismo de un dionisismo primitivo, interpreta dicho movimiento religioso como lucha de clases entre los aristoi (aristocracia) y el demos (pueblo llano) dentro de las nacientes polis (ciudades-estado); la religión dionisíaca encubriría, según este autor, una ideología mediante la cual los oprimidos tratarían de hacer valer sus derechos y liberarían, a su vez, su malestar social a través de los ritos extáticos.

## Imágenes

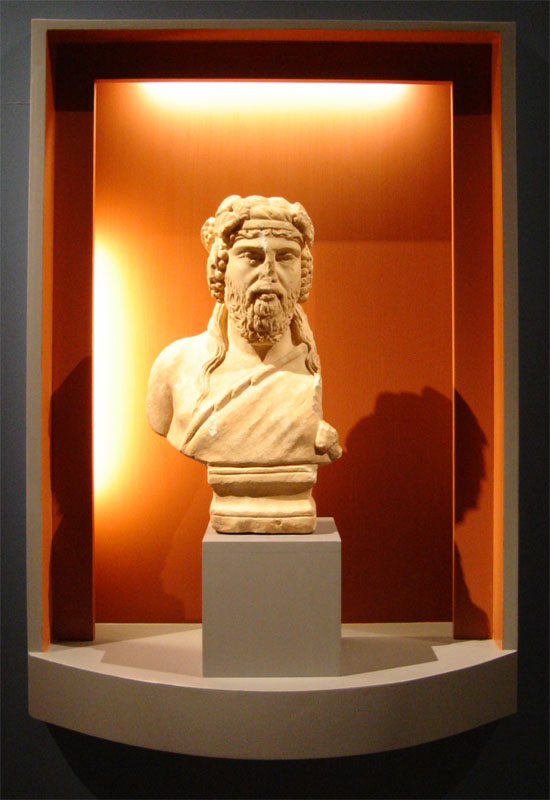
Busto de mármol de dios Dioniso, Drama Museo Arqueológico, Museo Arqueológico de Drama.
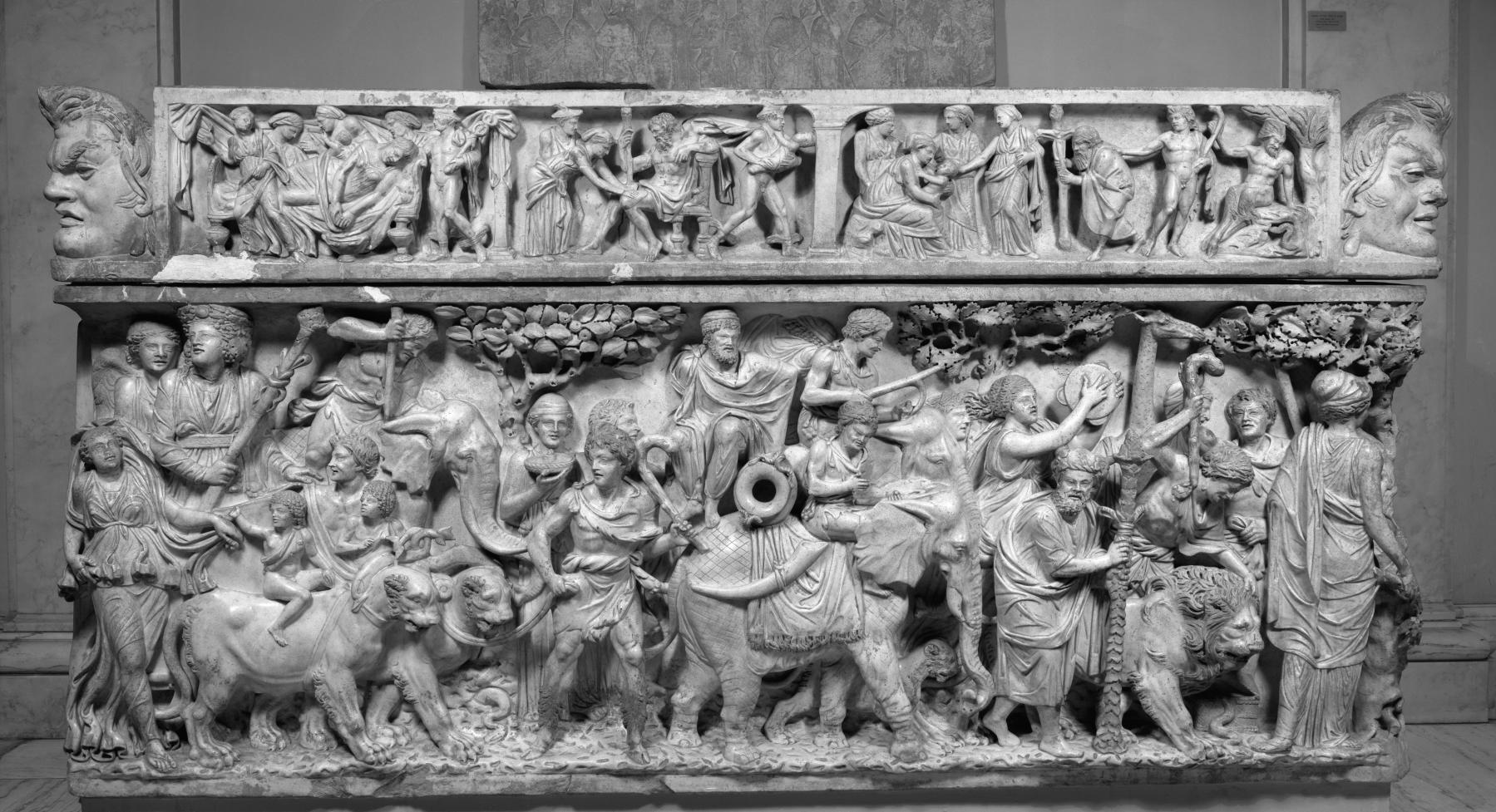
Sarcófago de mármol sobre el tema del triunfo de Dioniso en la India. Arriba escenas de su nacimiento, con rostros en las esquinas, ceño fruncido y una sonrisa. Los detalles se refieren al misterioso culto de Dioniso Savazio. Gran atención al detalle. Museo Walters, Baltimore, Estados Unidos.
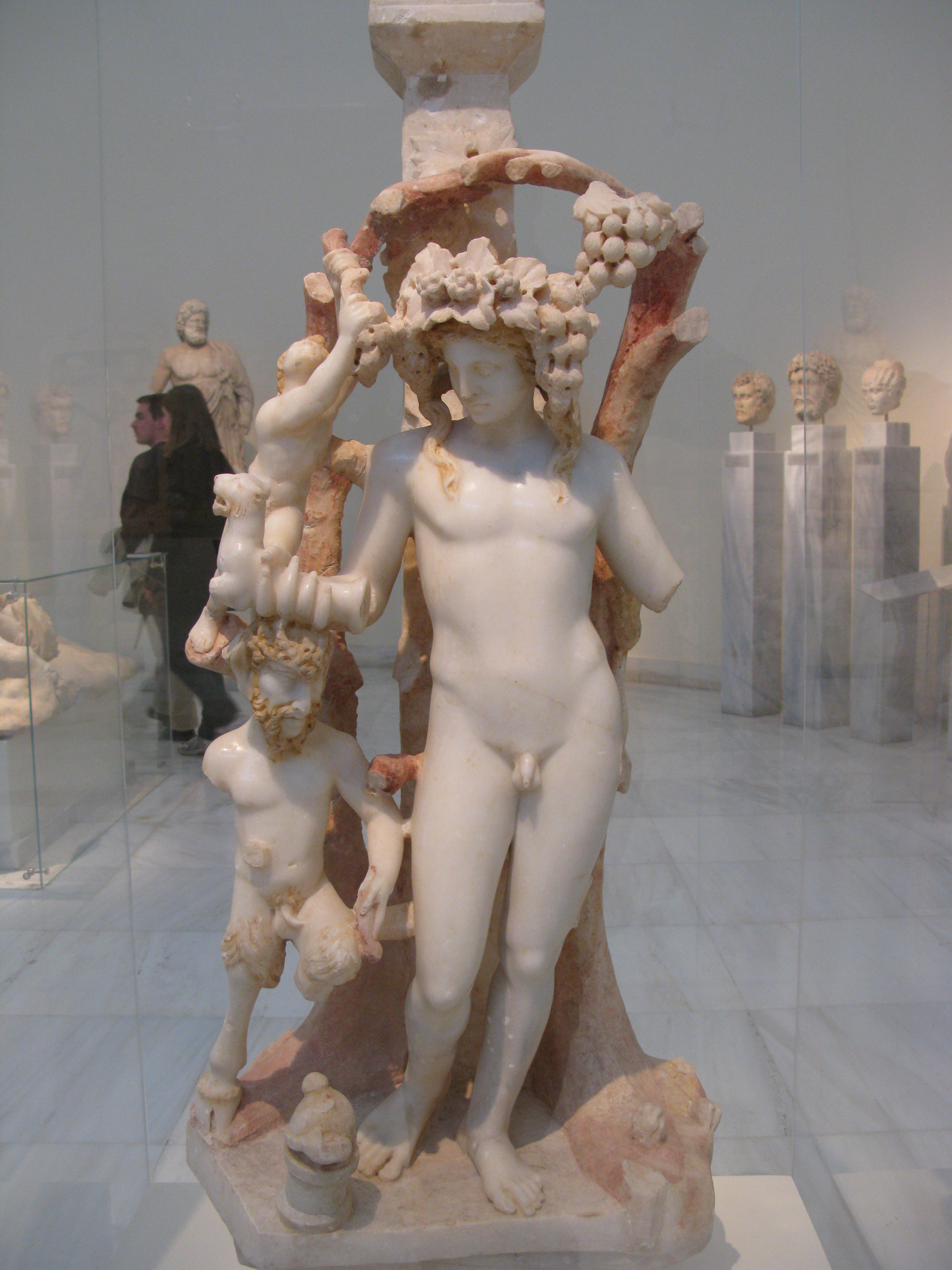
Dioniso con Pan. Un sátiro corta las uvas de la vid. El dios tiene una rima, Pan una corneta y Sátiro una hoz. Museo Arqueológico Nacional de Atenas. Taller de Asia Menor, mármol de la ciudad de Dokimio allí. 170-180 AD
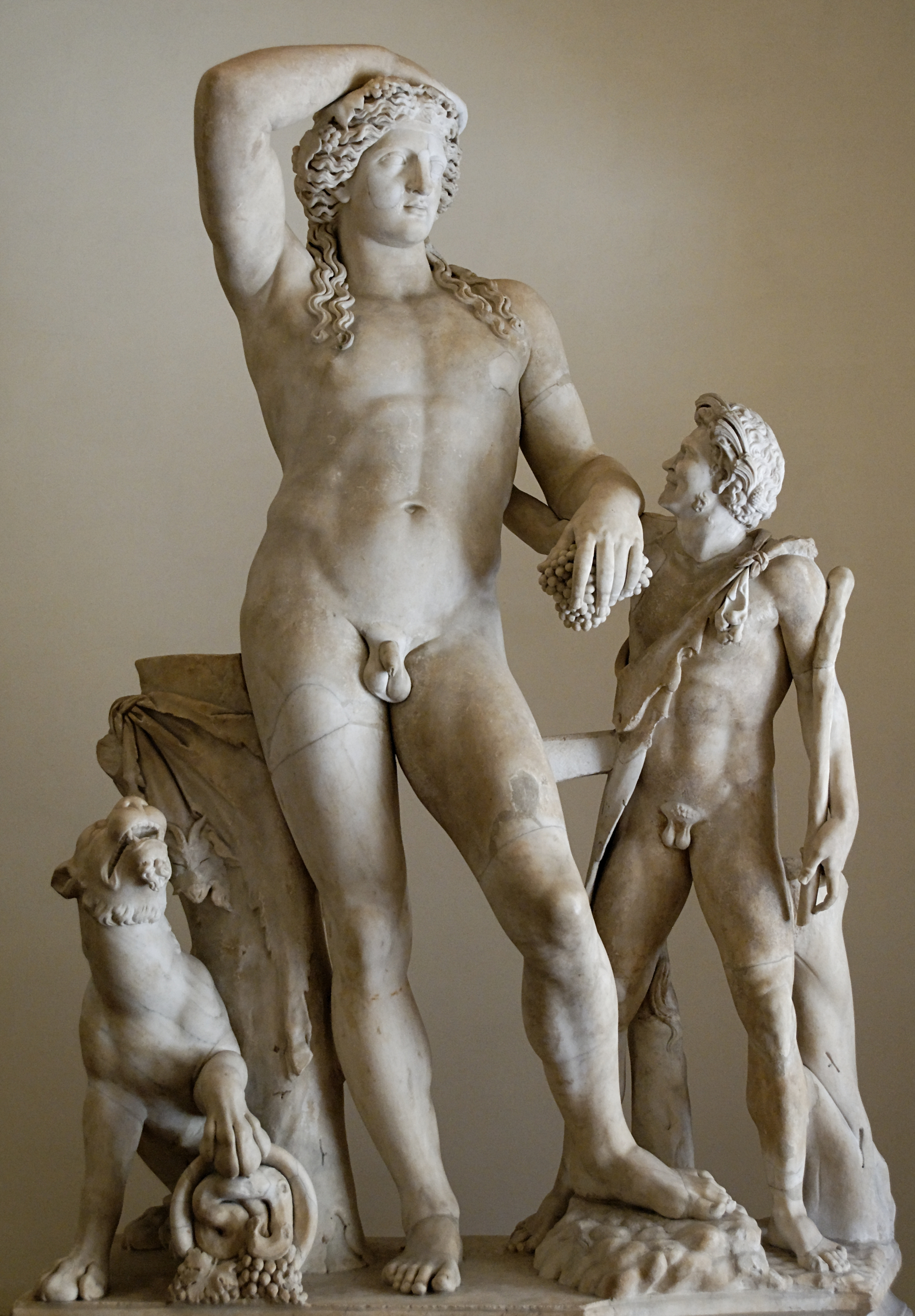
Borracho Dioniso y Sátiro. Roma, 2do c. AD, copia del original helenístico. Las patas de los formularios están completas.
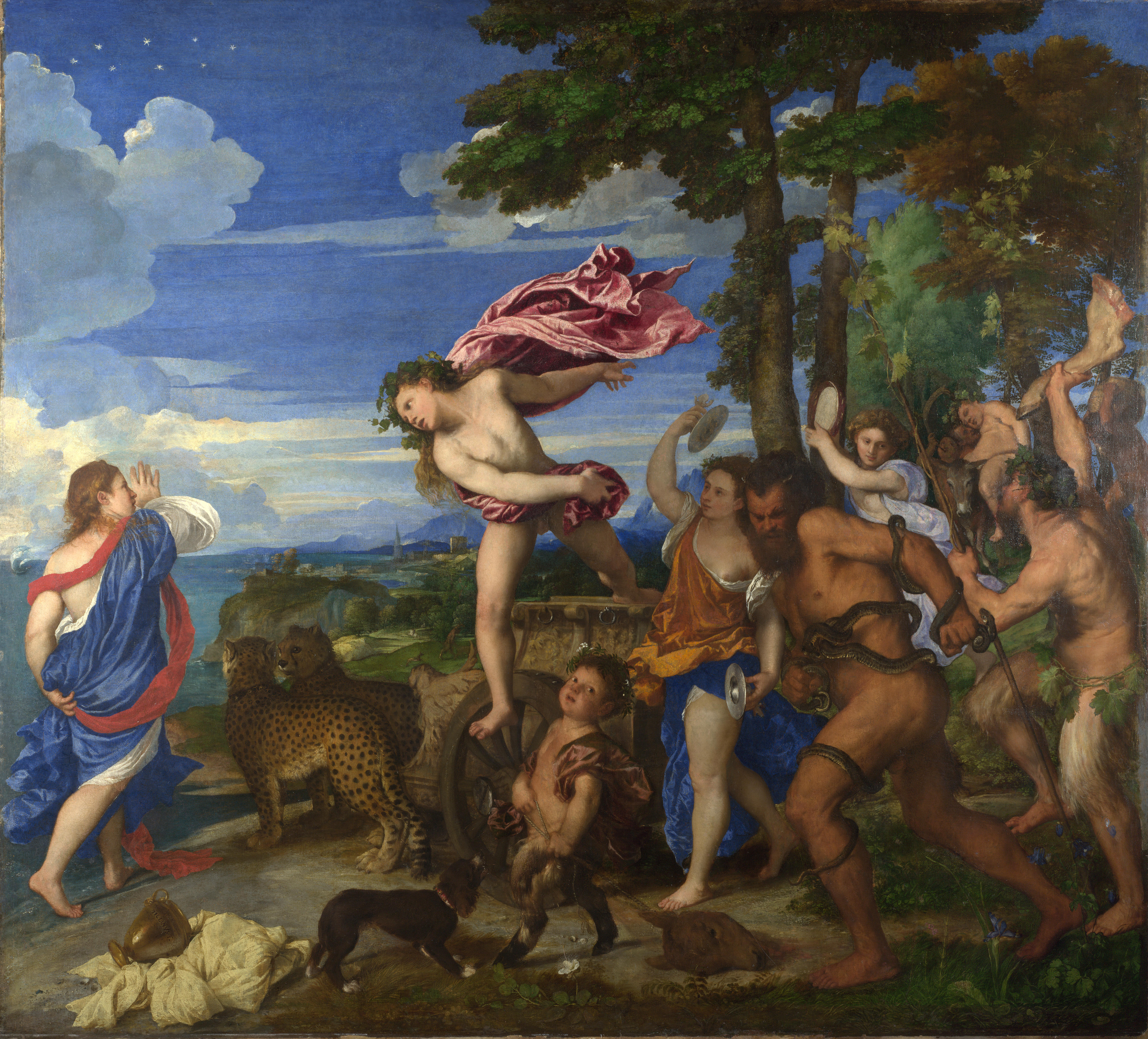
Tiziano: Dioniso encuentra a Ariadna en Naxos y se enamora de ella. Dejado en el fondo La nave de Teseo se fue, dejándola. Dioniso le ofrecerá una corona de boda, que se convertirá en la constelación de Corona Borealis (vista en el cielo).
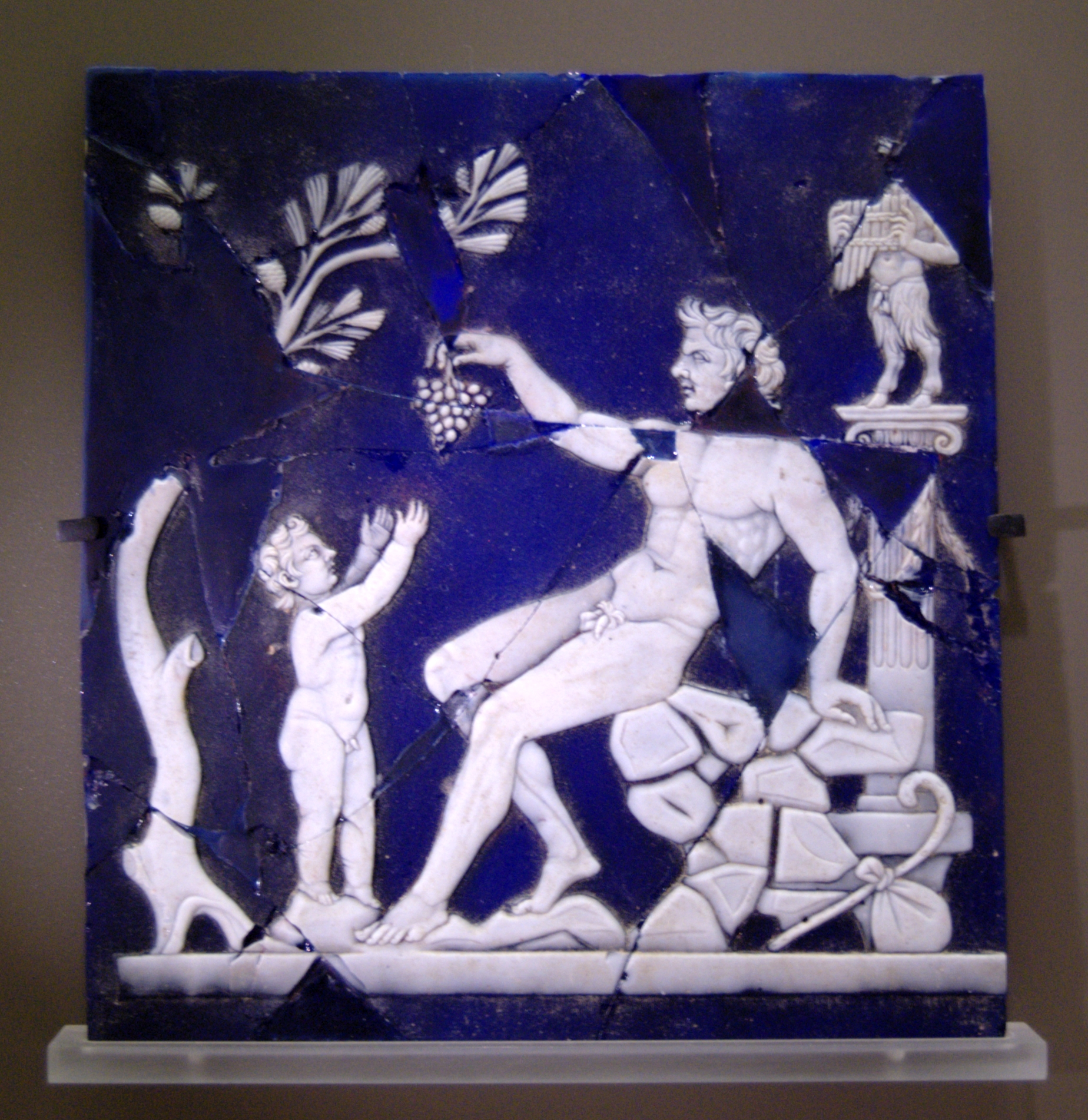
Sátiro le da una uva a Dioniso. Cometa del siglo I AD de Italia.
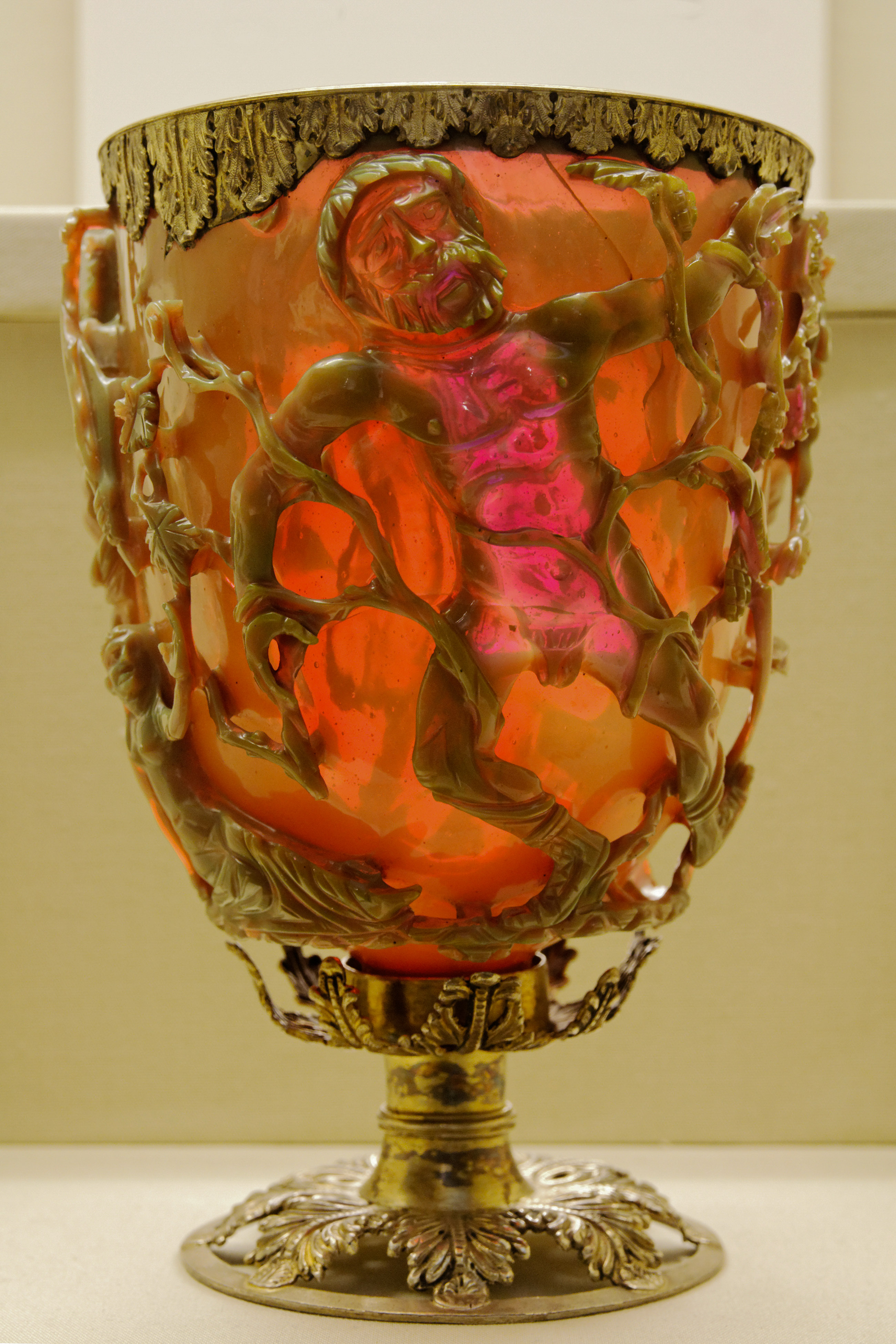
El rey Licurgo de Tracia desterró a Dioniso y encarceló a la ninfa Ambrosía, la madre adoptiva del dios. Luego se transformó en una Viña que envolvió a Licurgo y lo mató. La copa romana del siglo IV d. C. Century está hecho de vidrio dicroico: es verde, pero cuando la luz pasa por dentro se vuelve rojo, Museo Británico.
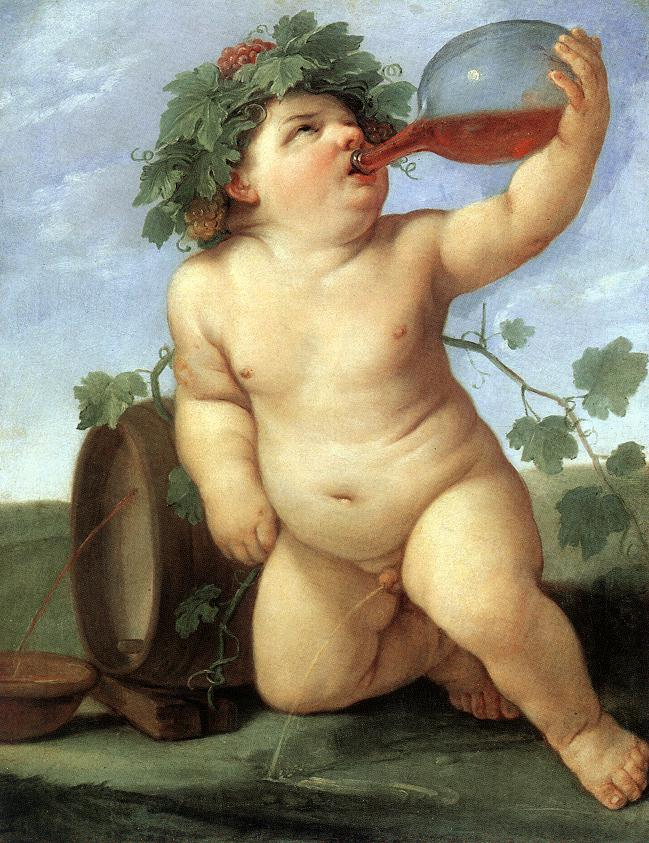
Guido Reni: Baco bebe vino, siglo XVI.
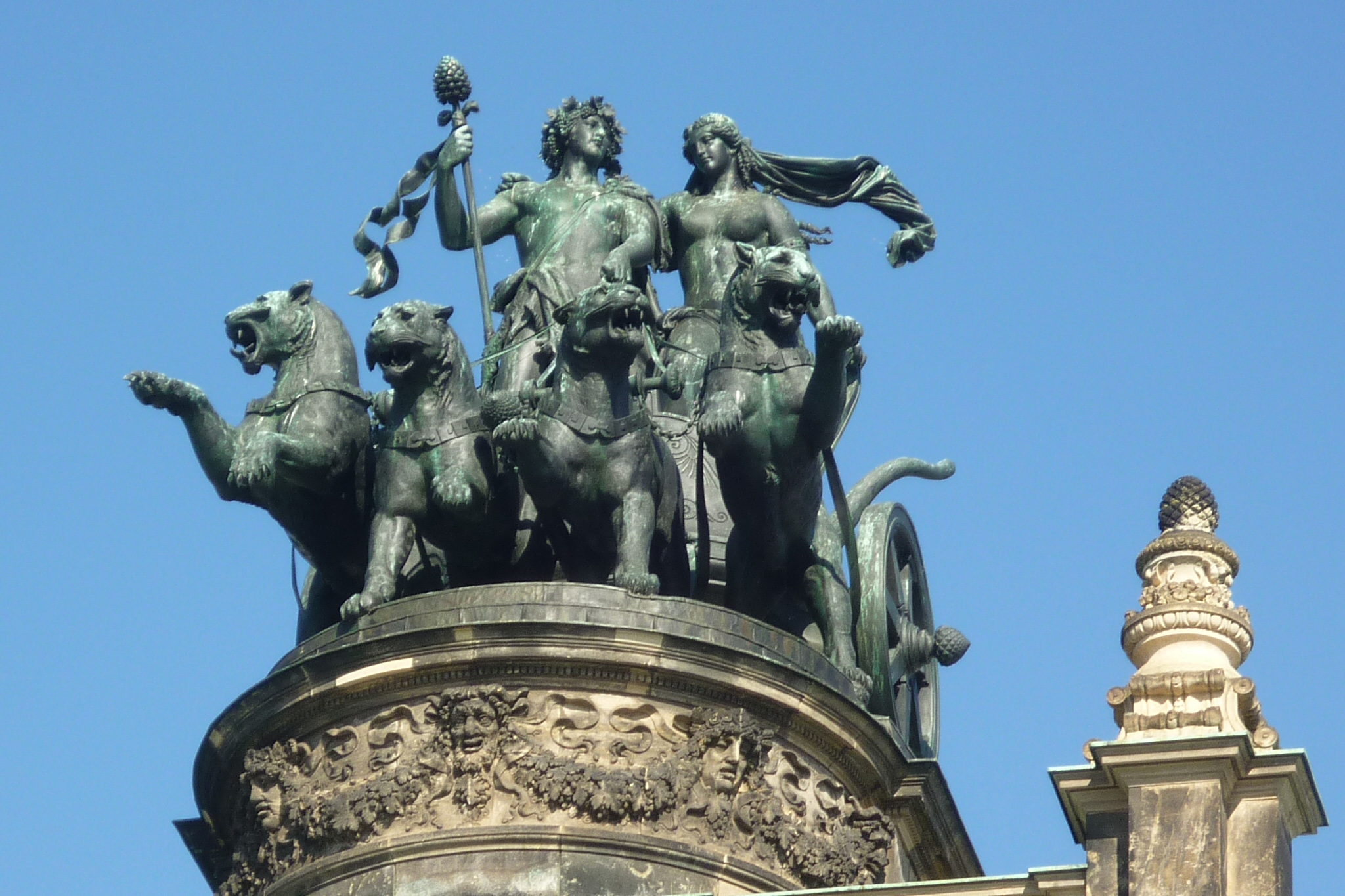
Dioniso y Ariadna en un carro dibujando cuatro panteras. Se encuentra sobre la entrada de la Ópera Semper, Dresde.